# Nałęczów
Nałęczówⓘ (anteriormente: Nałęczów-Zdrój) é um município no leste da Polônia. Pertence à voivodia de Lublin, no condado de Puławy. É a sede da comuna urbano-rural de Nałęczów. Historicamente, está localizado na Pequena Polônia (inicialmente na região de Sandomierz e depois na região de Lublin). Estende-se por uma área de 13,8 km², com 3 700 habitantes, segundo o censo de 31 de dezembro de 2021, com uma densidade populacional de 268,1 hab./km².
Nałęczów é a única estância termal na Polônia que se ocupa unicamente do tratamento das doenças que acometem o coração, bem como os outros componentes do sistema circulatório. Lá são tratadas as seguintes doenças: doença arterial coronariana, hipertensão arterial, neuroses cardíacas e estados de esgotamento psicofísico geral. O microclima, propício à redução natural da pressão arterial e à redução de doenças cardíacas, auxilia na recuperação. Nałęczów também tem boas condições para a reabilitação de pacientes após um enfarte e cirurgia cardíaca.
No centro da cidade existe um Parque termal de 25 hectares com um lago e edifícios históricos: o Palácio Małachowski, o sanatório “Príncipe José”, o sanatório “Stare Łazienki”, Werandki e a Casa Gótica. Os edifícios mais novos nesta área incluem: a Casa das Termas, o “Pavilhão Inglês”, estâncias termais: “Rolnik”, “Atrium” e “Banhos do Palácio”.
Nałęczów é a sede da paróquia católica romana de São João Batista.

## Localização
Nałęczów está localizada no planalto de Lublin, na parte central do planalto de Nałęczów. Faz parte do triângulo turístico: Puławy − Kazimierz Dolny − Nałęczów. Ela está localizada no rio Bystra, na foz de seu afluente Bochotniczanka. A área da cidade é altamente diferenciada em altura, ondulada e recortada por desfiladeiros profundos. As colinas do sul e do norte do vale são as mais altas, atingindo as alturas de 212,2 m (Floresta Zakładowy) e 207,3 m acima do nível do mar, respectivamente. O centro da cidade com o Parque termal fica a uma altitude de 170–175 m acima do nível do mar.

## Demografia
Conforme os dados do Escritório Central de Estatística da Polônia (GUS) de 31 de dezembro de 2022, Nałęczów é uma cidade muito pequena com uma população de 3 618 habitantes (29.º lugar na voivodia de Lublin e 674.º na Polônia), tem uma área de 13,8 km² (47.º lugar na voivodia de Lublin e 459.º lugar na Polônia) e uma densidade populacional de 262 hab./km² (28.º lugar na voivodia de Lublin e 773.º lugar na Polônia). Nos anos 2002–2021, o número de habitantes diminuiu 16,8%.
Os habitantes de Nałęczów constituem cerca de 3,25% da população do condado de Puławy, constituindo 0,18% da população da voivodia de Lublin.
| Descrição                         | Total      | Total    | Mulheres   | Mulheres | Homens     | Homens   |
| --------------------------------- | ---------- | -------- | ---------- | -------- | ---------- | -------- |
| unidade                           | habitantes | %        | habitantes | %        | habitantes | %        |
| população                         | 3 618      | 100      | 1 967      | 54,4     | 1 651      | 45,5     |
| superfície                        | 13,8 km²   | 13,8 km² | 13,8 km²   | 13,8 km² | 13,8 km²   | 13,8 km² |
| densidade populacional (hab./km²) | 262        | 262      | 142,5      | 142,5    | 119,5      | 119,5    |

## História
Os primórdios datam da virada dos séculos VIII e IX, quando uma fortaleza foi erguida no que hoje é Góra Poniatowski, uma colina que se eleva sobre a área. Mais tarde, o centro do povoado foi transferido para o monte onde hoje se encontra a igreja paroquial. Na primeira metade do século XIV, foi criada uma paróquia. Também no mesmo século, a fundação da vila foi feita ao abrigo da lei alemã. Originalmente, a cidade chamava-se Bochotnica.
Em 23 de junho de 1751, essas áreas pertencentes a Aleksander Gałęzowski foram compradas por Stanisław Małachowski (starosta de Wąwolnica), que em 1772 nomeou toda a propriedade Nałęczów em homenagem ao brasão de sua família, Nałęcz. Após a Revolta de Janeiro, a propriedade Nałęczów foi comprada por Michał Górski.
Por volta de 1800, foram descobertas as propriedades curativas das águas e depósitos de lama, e após sua análise química em 1817, foram confirmadas pelo prof. Piotr Celiński da Universidade de Varsóvia. Esses resultados foram utilizados por três médicos legistas: Fortunat Nowicki, Wacław Lasocki e Konrad Chmielewski, que no final do século XIX modernizaram o balneário já em funcionamento com o dinheiro do então proprietário de Nałęczów − Michał Górski. Ele criou uma estação termal na forma atual de uma cidade-jardim. Foi ele quem fez de Nałęczów um importante centro médico e cultural. Os visitantes aqui foram Stefan Żeromski, Bolesław Prus e Henryk Sienkiewicz.
Em 3 de dezembro de 1961, foi inaugurado o Museu Bolesław Prus.
Em 1963, Nałęczów recebeu os direitos de cidade. Nos anos de 1975 a 1998, a cidade pertenceu administrativamente à então voivodia de Lublin.

Nałęczów em cartões-postais antigos
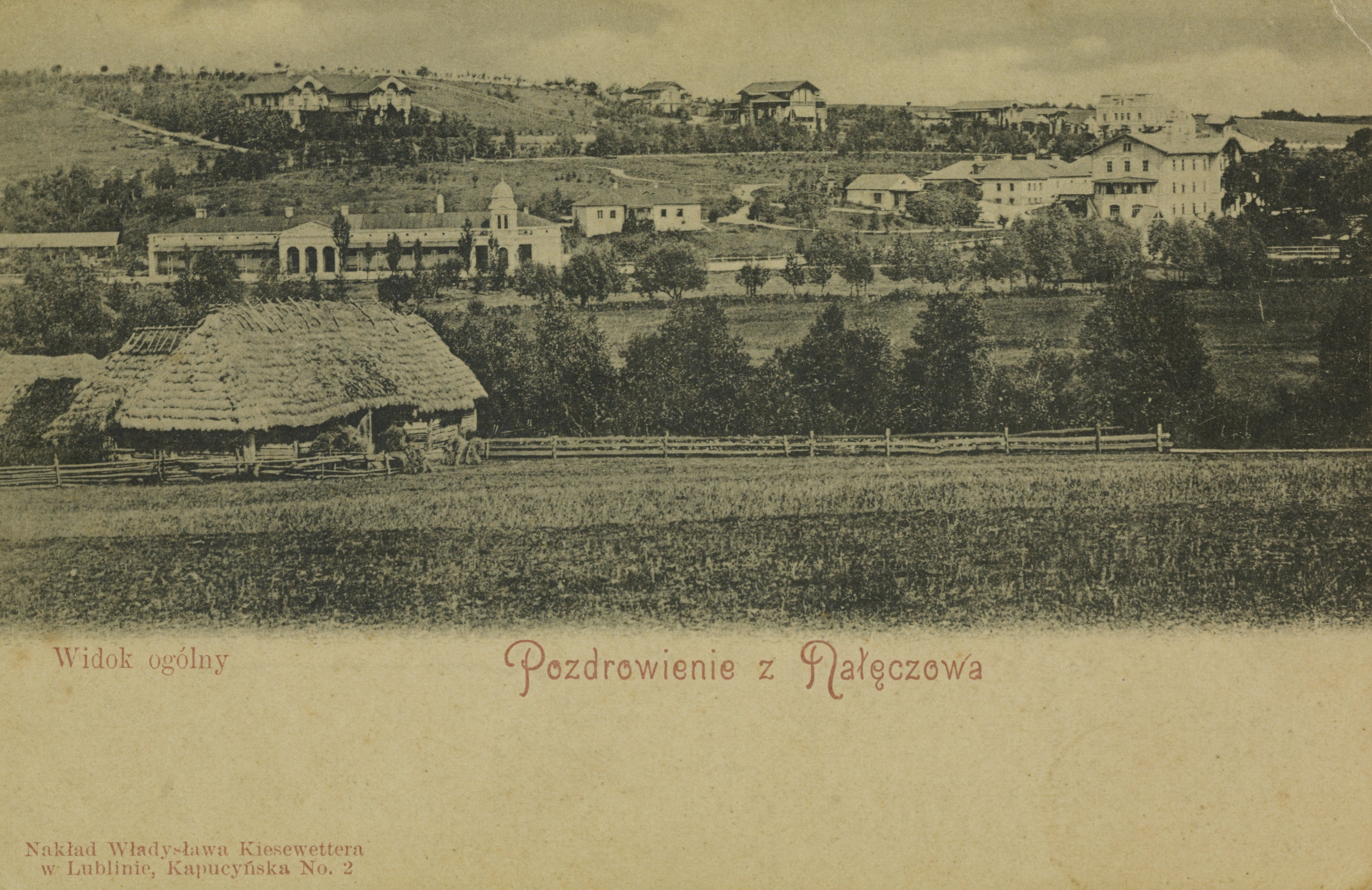
Cartão postal de Naleczów (1900-1905)
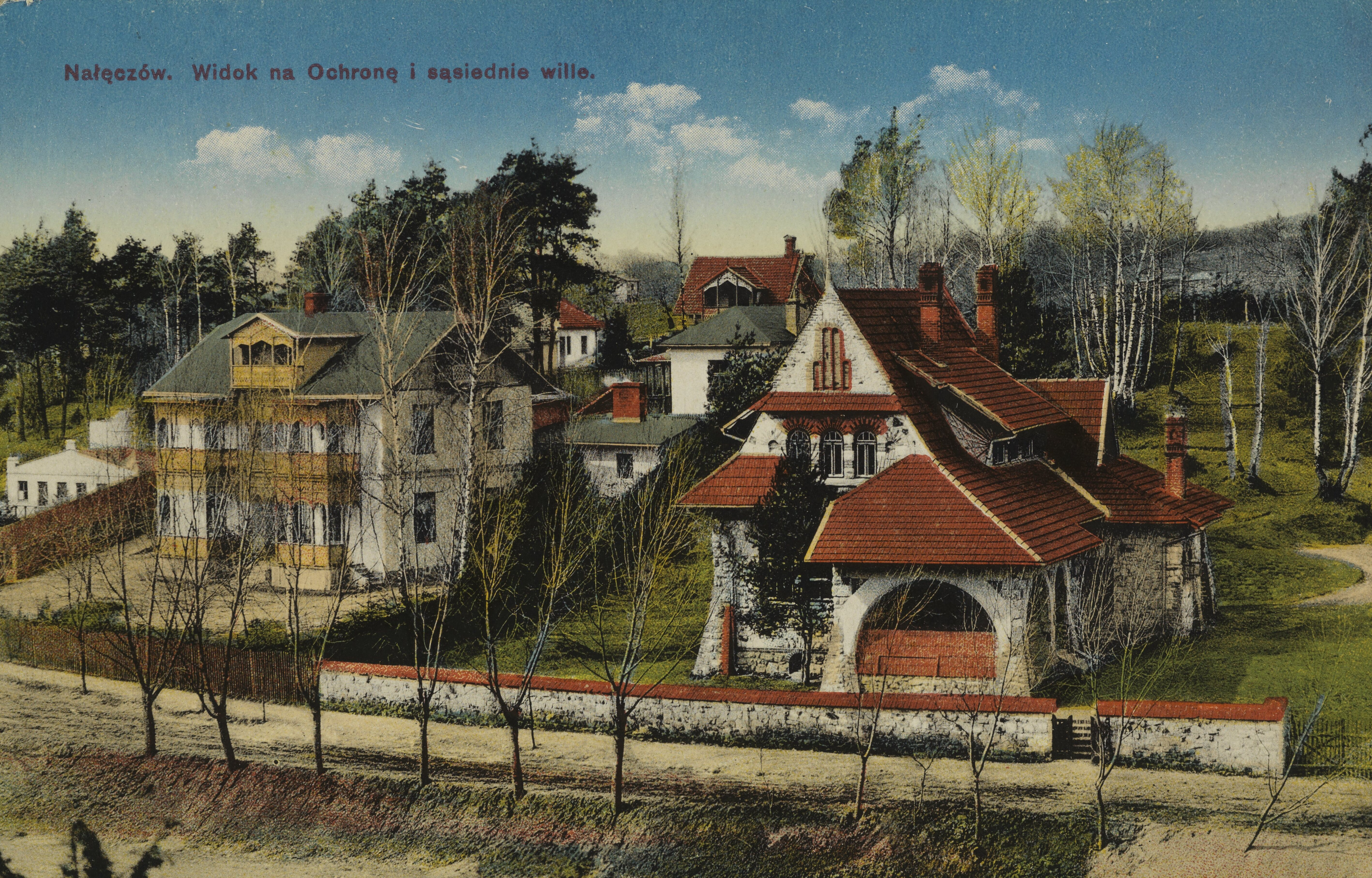
Cartão postal de Ochrone e mansões vizinhas (1914-1918)
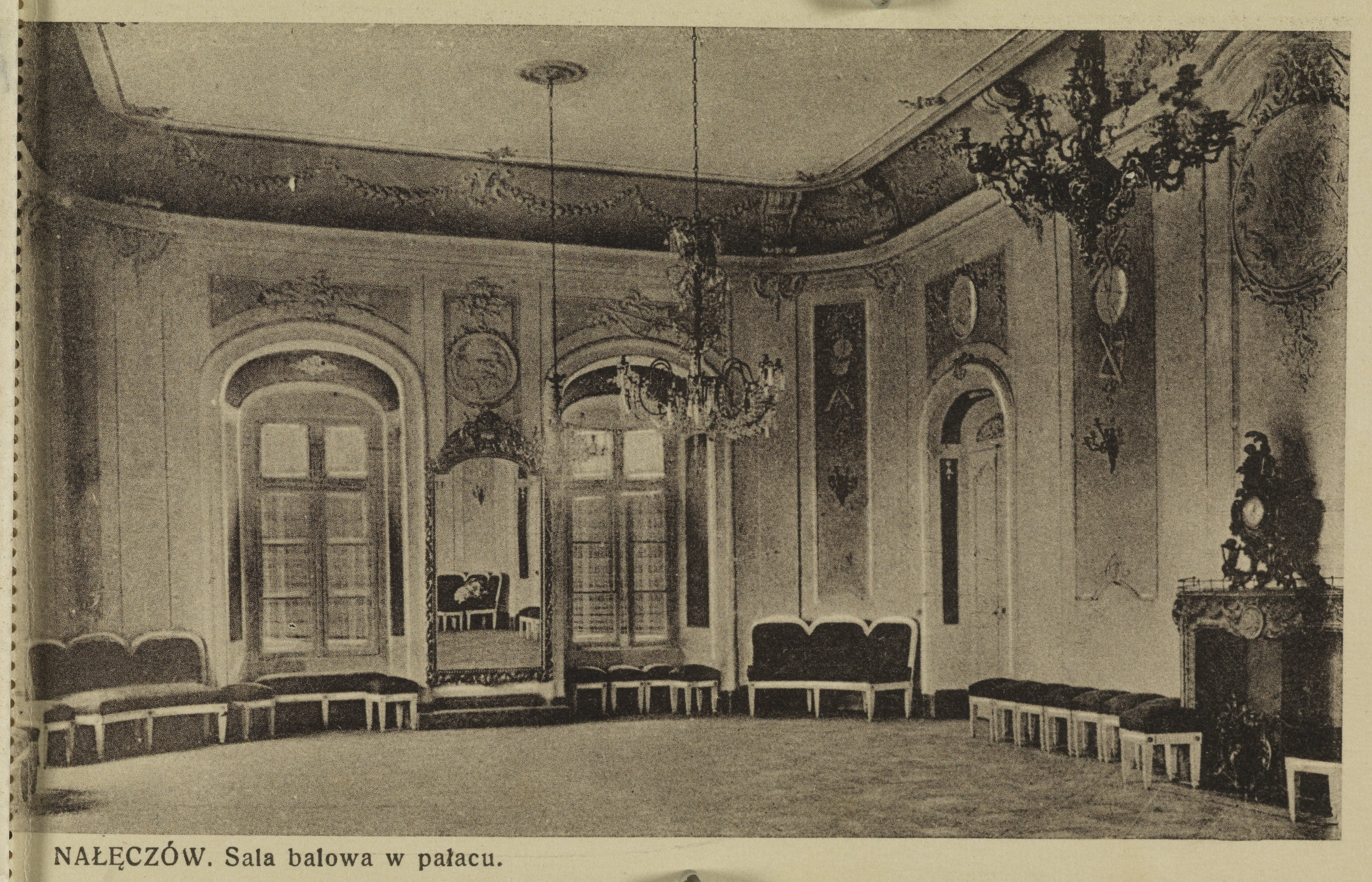
Salão de baile no palácio em Naleczów (1927-1935)
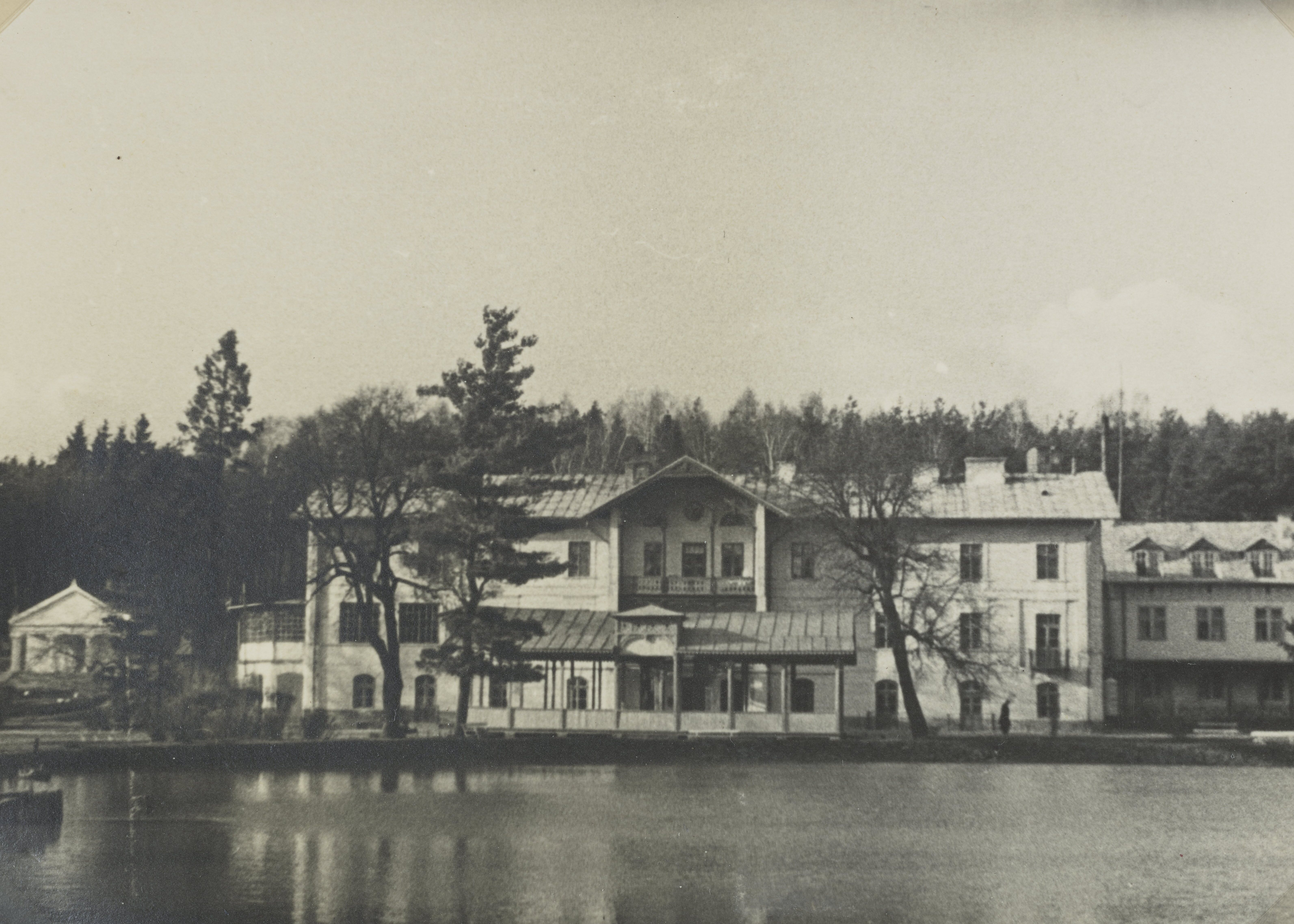
Nałęczów, sanatório e Casa grega, 1937

## Economia
A agricultura desempenha um papel importante na economia de Nałęczów. Isso é evidenciado, entre outros, por estrutura de uso do solo, segundo a qual os solos agrícolas − solos de 2.ª e 3.ª classe de valorização − constituem 70,4% da área da cidade e 85,3% da área da comuna. Existem cerca de 2 000 fazendas com uma área média de pouco mais de 2 hectares de terras agrícolas na sua área. A produção agrícola prevalece, para além das culturas cerealíferas (aproximadamente 50% na estrutura de sementeira), destacam-se as seguintes: fruticultura, cultivo de arbustos de bagas, lúpulo, beterraba-sacarina (aprox. 7% da área cultivada), hortícolas (principalmente batatas − 9% da estrutura de semeadura) e viveiro.
Em 2008, mais de 600 entidades atuavam em setores não agrícolas da economia (incluindo 400 na própria cidade). A estrutura conforme a forma jurídica das entidades empresariais da cidade e comuna de Nałęczów em 2008 é apresentada na tabela abaixo.
|                                      | Sociedades civis | Empresas | Empresas | Empresas | Cooperativas | Pessoas físicas que exercem atividade econômica |
| Pessoal                              | Sociedades civis | Ltda.    | Ações    |          | Cooperativas | Pessoas físicas que exercem atividade econômica |
| Cidade de Nałęczów                   | 38               | 0        | 26       | 1        | 7            | 398                                             |
| Outras aldeias na comuna de Nałęczów | 18               | 1        | 6        | 0        | 3            | 220                                             |
| Total                                | 56               | 1        | 32       | 1        | 10           | 618                                             |

Notas
1. ↑  Parcerias civis foram incluídas no material de origem como entidades comerciais. No entanto, elas não são consideradas sujeitos de direito.
2. ↑  As pessoas que administram fazendas individuais não estão incluídas nesta categoria.

As três maiores empresas em Nałęczów são:
1. Centro de Cura Uzdrowisko Nałęczów SA[13]
2. Nałęczowianka, sp. z o.o. em Bochotnicy[14]
3. Nałęczowska Cooperativa Agrícola e Comercial em Nałęczów[15]

O caráter econômico da cidade é determinado pelas entidades que prestam serviços a doentes e turistas que utilizam os seus valores paisagísticos, climáticos e termais. Em 2001, 50 empresas da indústria hoteleira e de gastronomia e 14 relacionadas com cuidados de saúde operavam em Nałęczów.

## Transportes

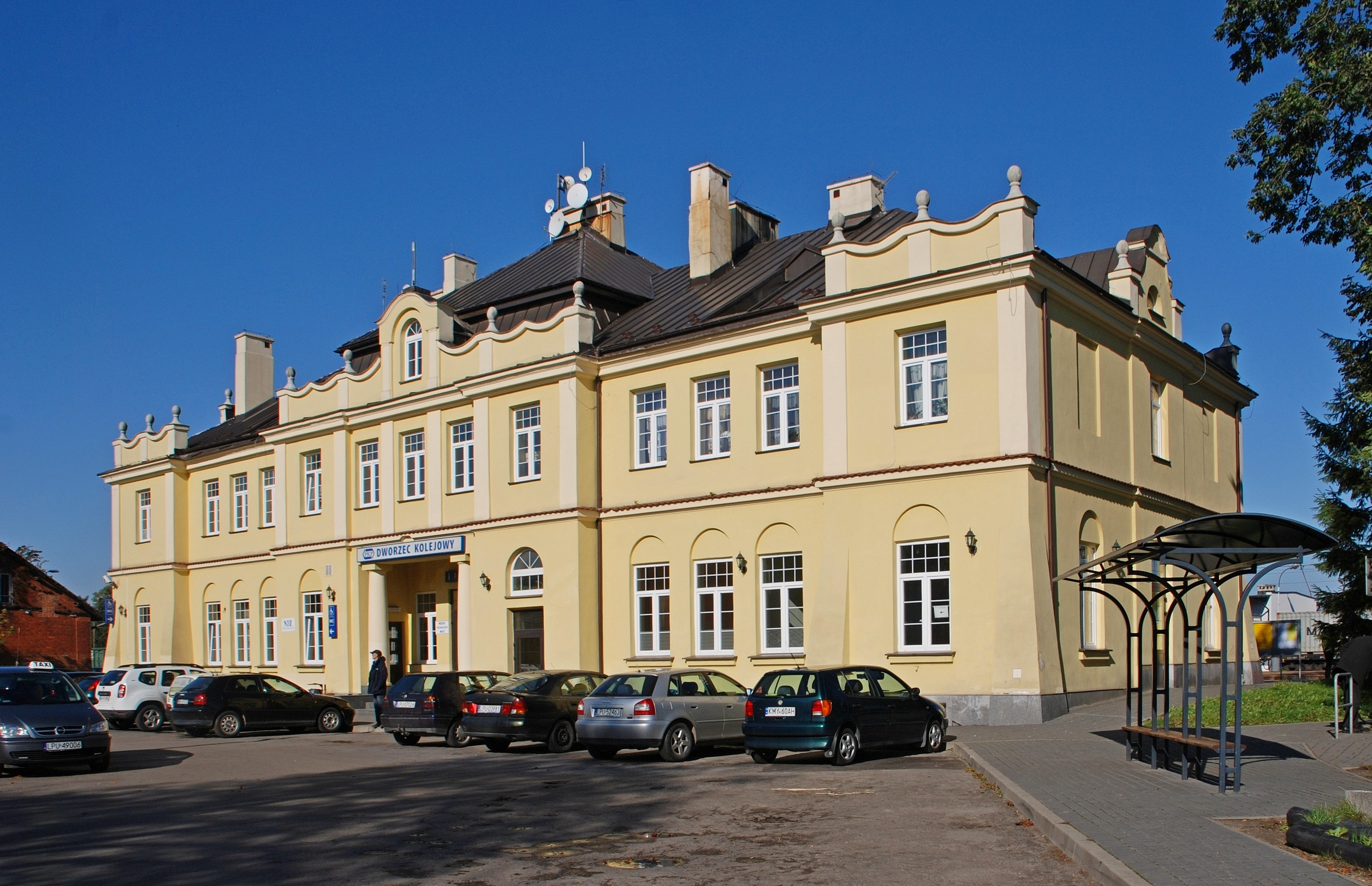
Estação ferroviária

A estação ferroviária mais próxima fica na vila de Drzewce-Kolonia, 4 km ao norte do centro de Nałęczów. A partir de 2021, um ônibus elétrico circula entre a estação e o centro de Nałęczów. Na estação há uma estação da ferrovia de bitola estreita do Vístula. Em 2021, foi lançado um sistema de bicicletas urbanas.
A estrada provincial n.º 830 corre paralela à cidade, ligando-a a Kazimierz Dolny e Puławy, e a Lublin, que fica a 28 km de distância. A estrada provincial n.º 826 de Nałęczów a Przybysławice conecta a cidade com a via expressa S12/S17. Em 2023, será construída uma variante da cidade, desviando o tráfego da estrada provincial n.º 830.

## Características

### Clima e condições naturais
Nałęczów está localizada na região bioclimática mais quente do país, a 5.ª região bioclimática “sudeste”. É uma estação termal plana e de planície e é caracterizada por um bioclima pouco estimulante. A duração média anual do sol é de 1 593 horas (de maio a agosto ultrapassa 200 horas por mês), e a nebulosidade, calculada a partir de observações do sul, é de 69% (em agosto − 61%, em dezembro − 81%). A temperatura do ar em Nałęczów atinge uma média de 7,4 °C em um ano (o mês mais quente − julho 17,5 °C, o mais frio − janeiro -3,2 °C). A umidade relativa média anual por volta do meio-dia é de 69% (máxima em dezembro 83% − ar moderadamente úmido, mínima de abril e maio 60% − ar moderadamente seco). A precipitação média anual é de 540 mm (precipitação máxima em junho − 84 mm, mínima em fevereiro − 25 mm). O número de dias com precipitação durante o ano está no patamar de 155 e é inferior ao padrão adotado para balneários (183 dias). Nałęczów é dominada por ventos de leste (13,8%) e oeste (11,8%), bem como do setor sul (SW, S, SE, 28,8% no total), enquanto os ventos fracos representam 28,3%. A velocidade média do vento é de 3,4 m/s, a mais alta − 4,1 m/s ocorre em abril (vento moderado).
O microclima específico de Nałęczów foi criado graças às condições climáticas naturais. Suas propriedades curativas reduzem automaticamente a pressão arterial e reduzem os sintomas de doenças cardiovasculares. A alta ionização do ar é causada por fatores como: solos de loesse, os rios Bystra e Bochotniczanka, uma rede variada de ravinas e rica vegetação (cerca de 72 espécies de árvores e arbustos). Os valores acima referidos foram decisivos para a criação de uma estância termal climatérica e cardiológica de perfil único, única do gênero na Polônia. As melhores condições climáticas para o tratamento são de maio a setembro.
Um elemento importante da oferta termal são as nascentes de água mineral com predominância de bicarbonato de cálcio e ferro. A estrutura geológica do planalto Nałęczów é caracterizada por uma camada bastante espessa de loesse. O aquífero principal ocorre nas fissuras das formações carbonáticas do Cretáceo Superior. Devido à mineralização e à qualidade ótima da água deste aquífero, ela é utilizada para a produção de águas minerais.

### Fábricas de engarrafamento de água mineral
- Nałęczowianka
- Cisowianka
- Nałęczów-Zdrój

### Estação termal Nałęczów S.A.
A estação termal Nałęczów foi fundada em 11 de fevereiro de 1878 como obra de médicos legistas, para ser registrado dois anos depois, tornando-se uma empresa de utilidade pública. Após a Segunda Guerra Mundial, foi nacionalizada e, em 1998, conforme a Lei de Privatização e Comercialização, transformada em sociedade unipessoal do Tesouro do Estado.
Desde 1999, o Ministério da Fazenda tomou medidas para privatizar empresas de estâncias termais (em relação a 13 empresas). Ao desenvolver o conceito de privatização, os principais objetivos foram: manter o perfil das empresas termais e captar recursos para o seu desenvolvimento. Centro Médico “Termal de Nałęczów” S.A. estava então em uma boa situação econômica − nos dois anos anteriores foi registrado um lucro. Em 2001, “Nałęczów” foi privatizada com a venda de 85% das ações para a East Springs International NV de Amsterdã. Segundo os resultados da auditoria do Tribunal de Contas da União sobre as transformações de propriedade dos balneários em 2003, a continuidade das atividades dos balneários − neste caso − foi garantida apenas por 5 anos. Apesar dos receios iniciais relacionados com a privatização, a estância termal manteve-se numa boa situação financeira, investiu e desenvolveu-se. Graças a isso, recebe prêmios e distinções. Por exemplo, em 2007 recebeu a marca Lublin, e em 2008 − o título de Embaixador da Região de Lublin na categoria “empresa” e o prêmio Cent for Future na categoria Produto com Futuro. Tratamentos de bem-estar estão disponíveis nas instalações da estância termal, e esta os oferece, entre outros, aos jogadores da equipe de handebol do SPR Lublin.

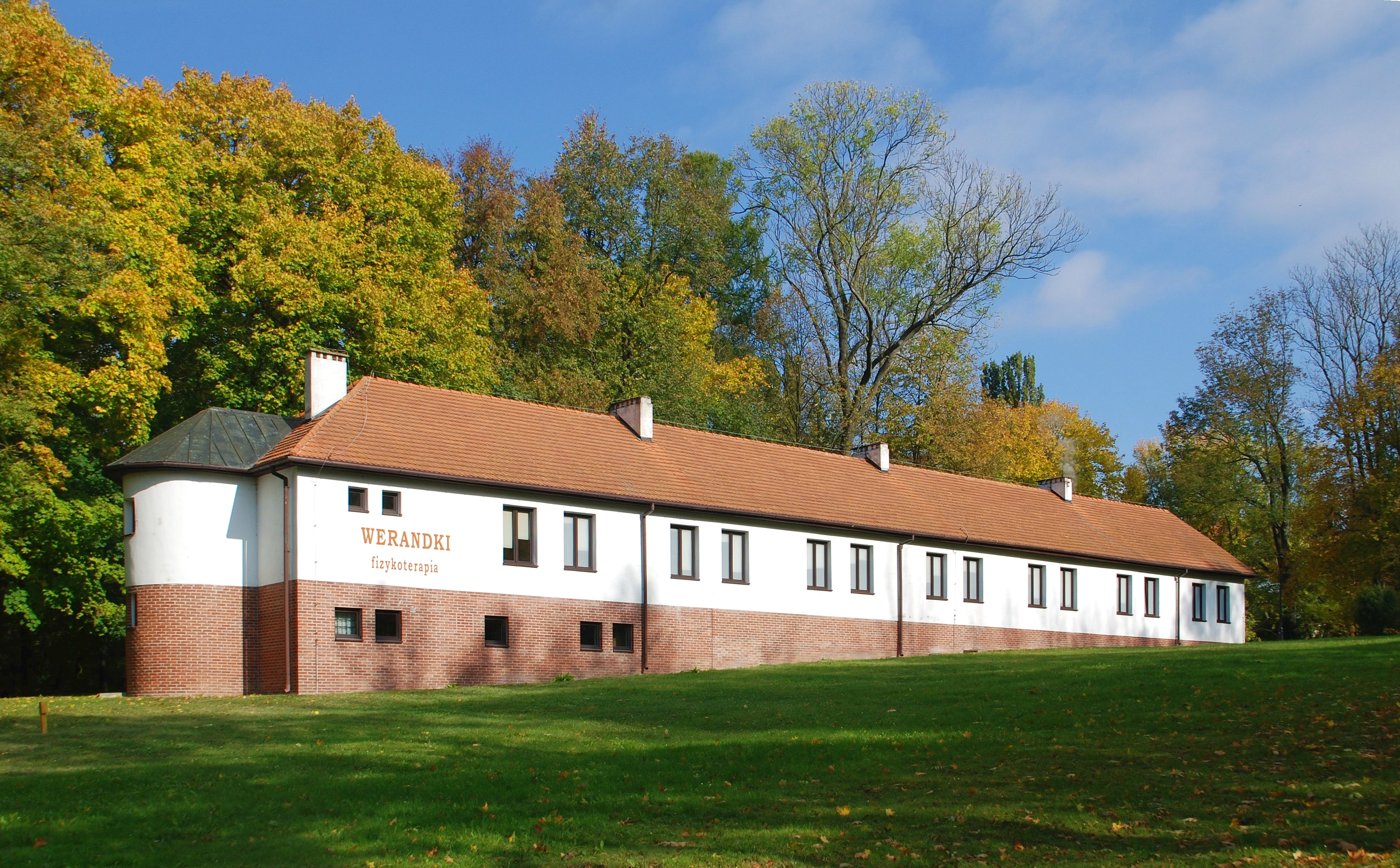
Varandas
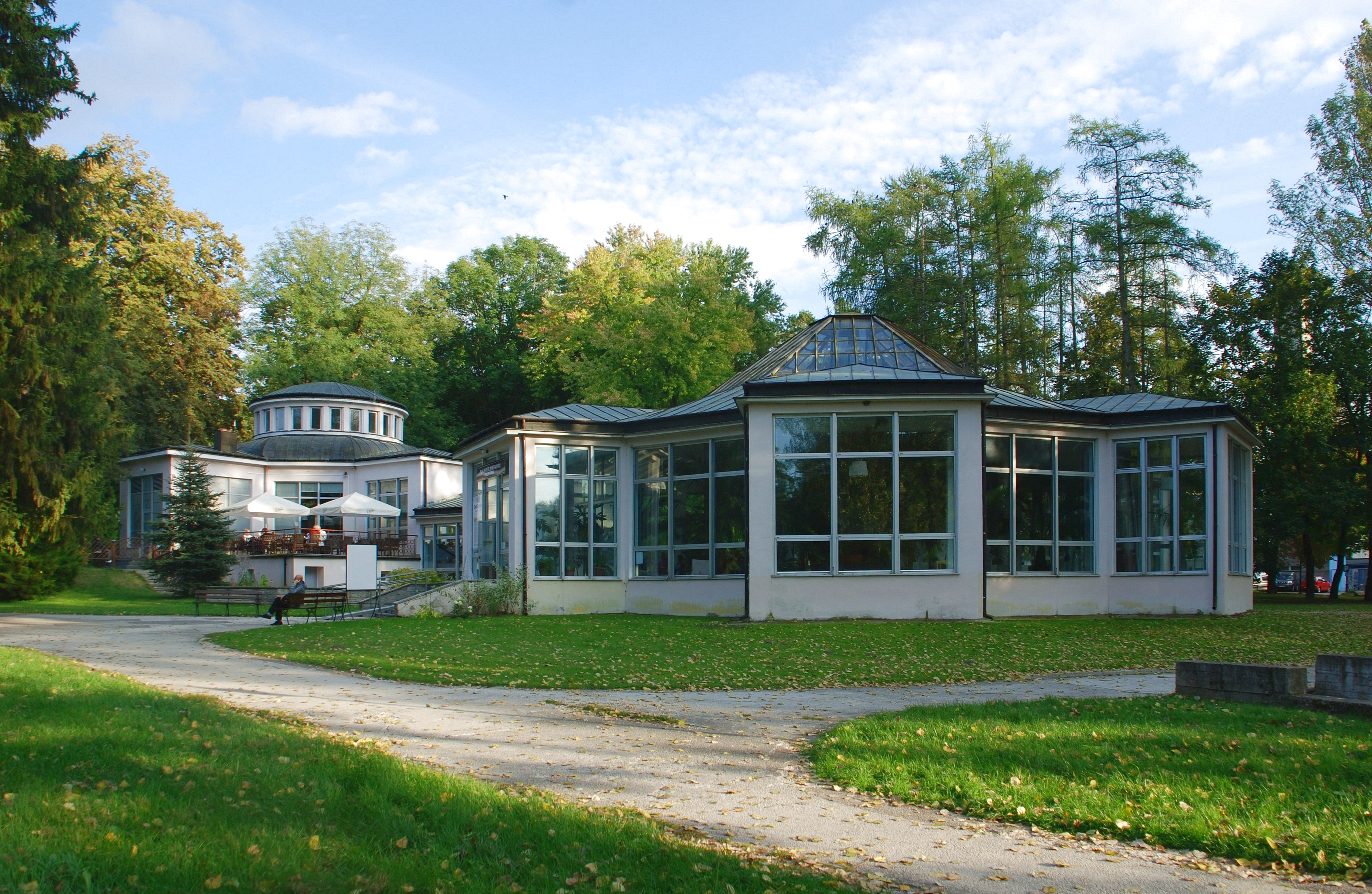
Casa da estância termal
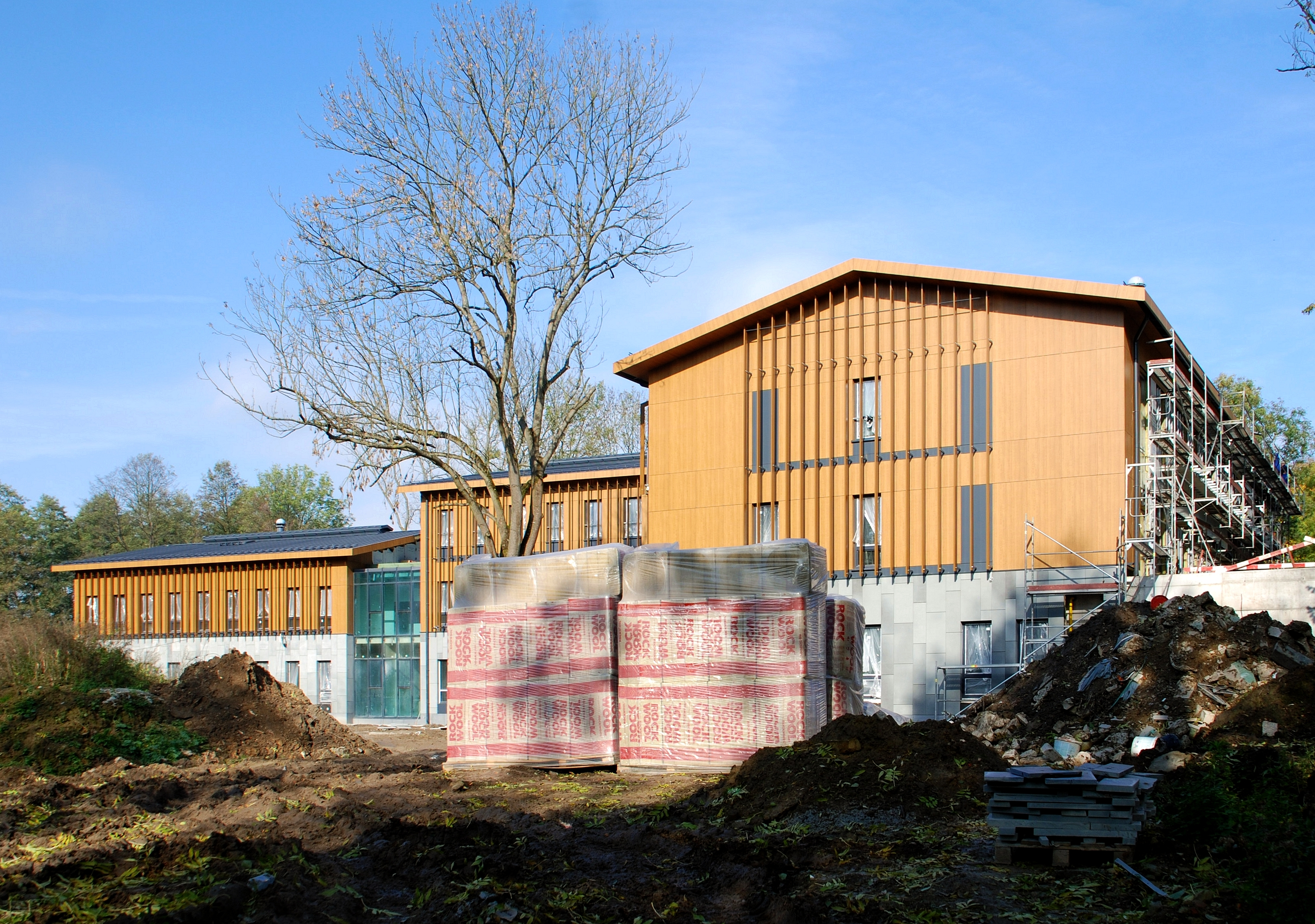
Novo hospital de cardiologia (2016)

### Sanatórios, instalações médicas, serviços de tratamento
- Sanatório “Príncipe José” − Estância termal Uzdrowisko Nałęczów S.A.[27]
- Sanatório “Stare Łazienki” − Estância termal Nałęczów S.A.[27]
- Sanatório Cardiológico “Fortunat” − Nałęczów S.A. Instituição Médica[27]
- Sanatório “Rolnik” − Estância termal[28]
- Sanatório “ZNP” − Estância termal[29]
- Sanatório “Ciche Wąwozy”[30]

Há também um Railway Spa Hospital e várias instalações médicas não públicas e clínicas privadas.

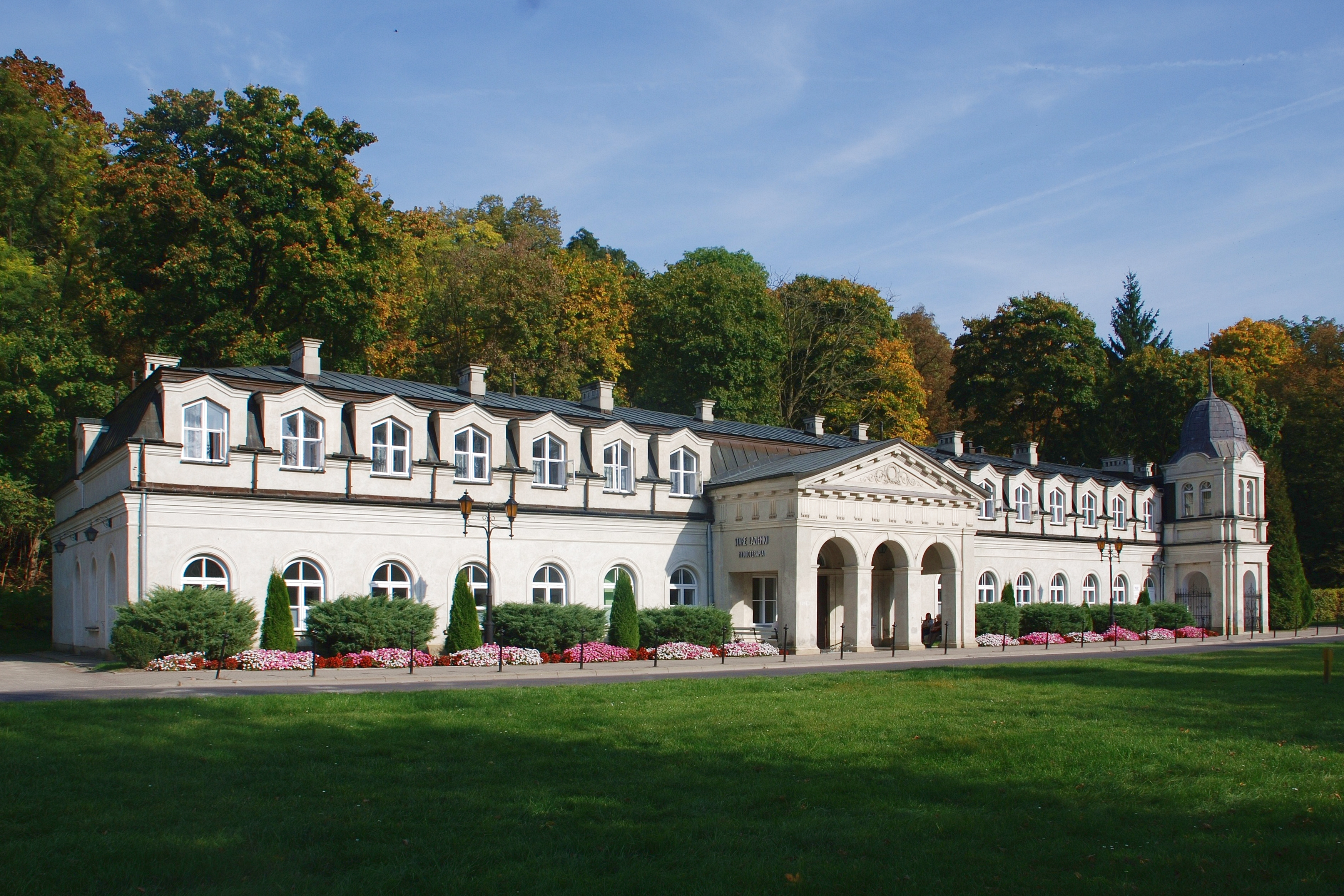
Sanatório “Stare Łazienki”
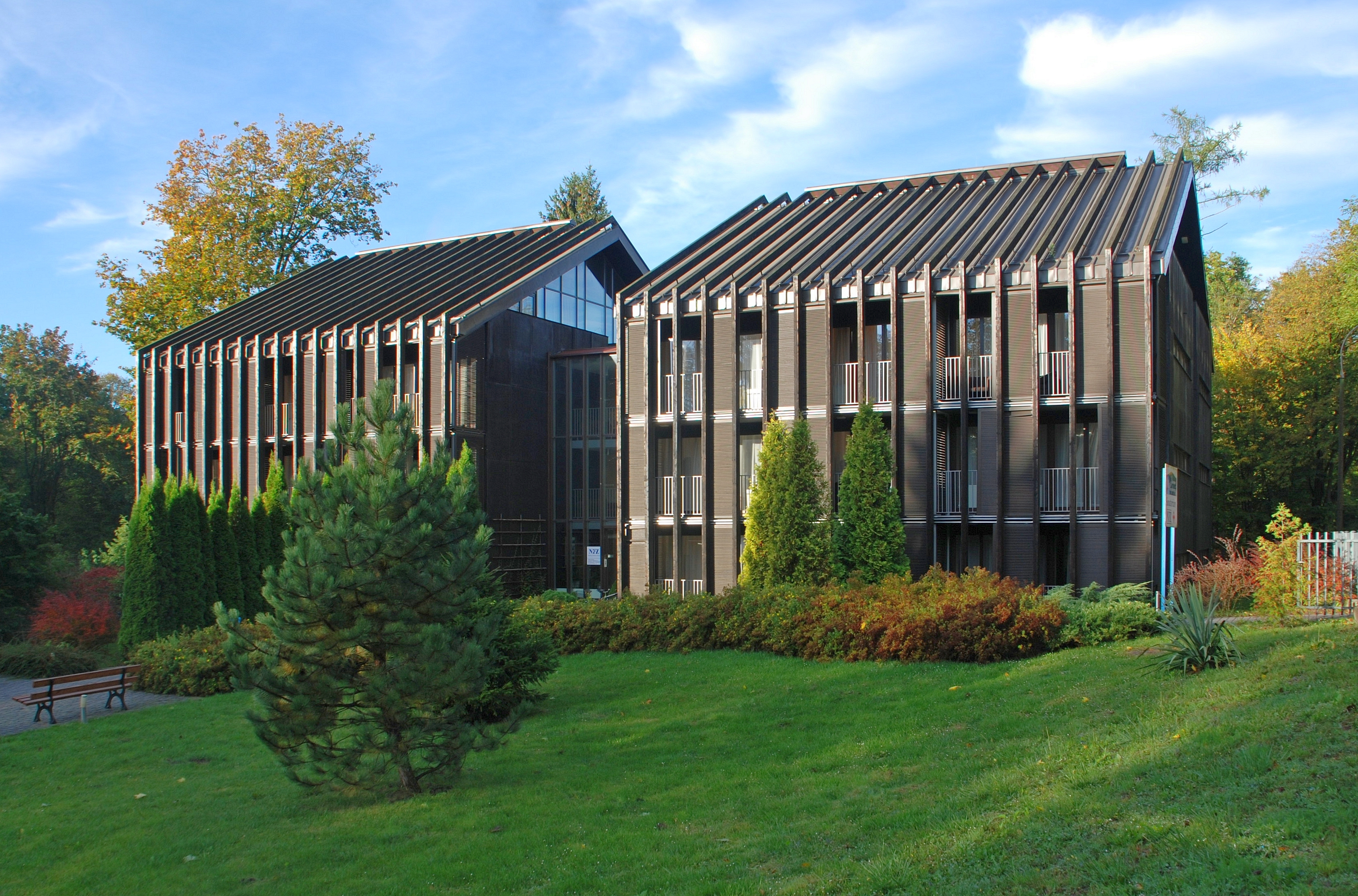
Sanatório Cardiológico “Fortunat”
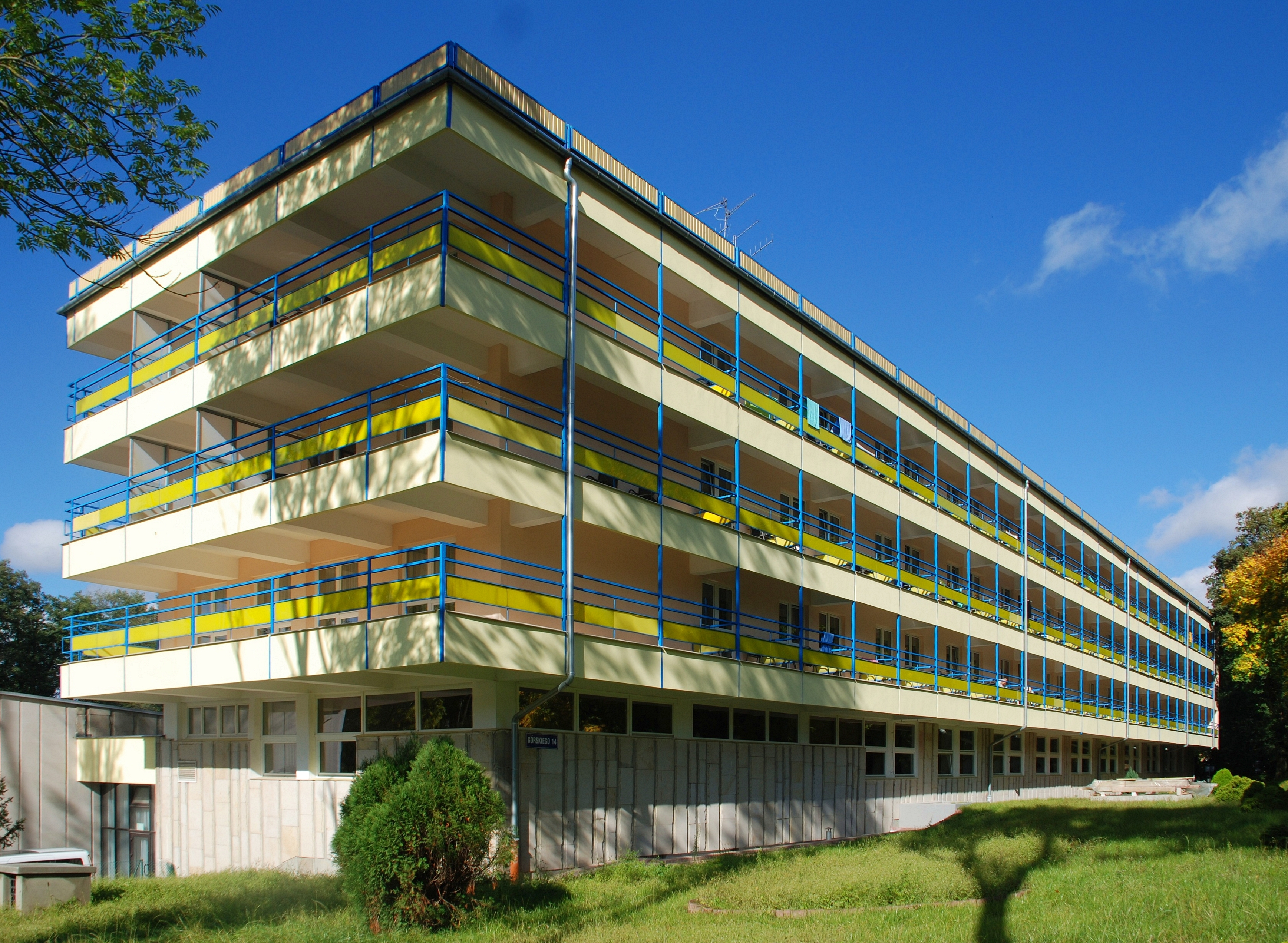
Sanatório “Rolnik”
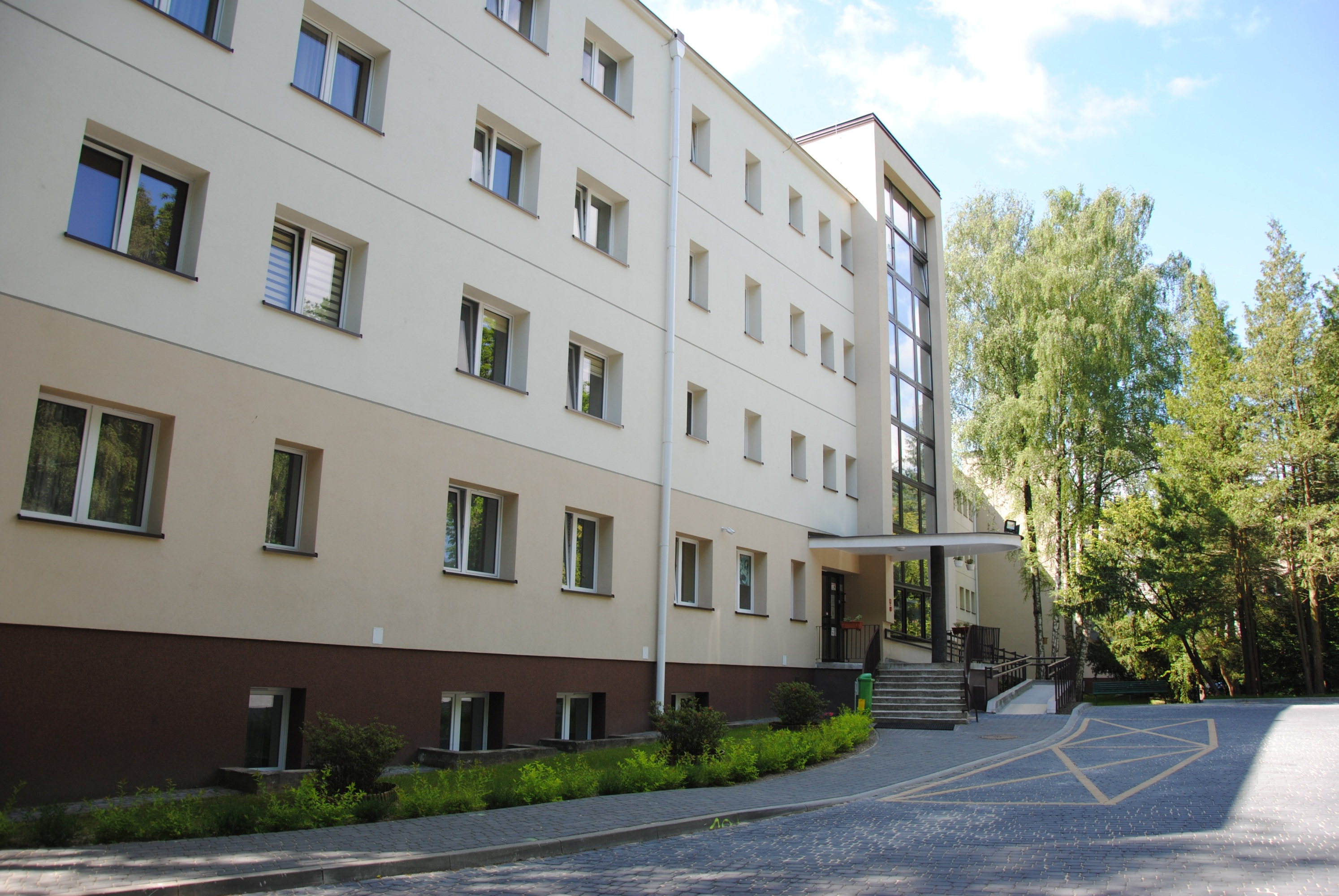
Sanatório “ZNP”

## Monumentos históricos

### Parque termal
Stanisław Małachowski foi o fundador e organizador do Parque termal, onde estão localizados alguns dos edifícios da estância termal. O parque já existia em meados do século XVIII, e no final do século XIX foi ampliado para as necessidades dos doentes. É atravessado por uma série de avenidas e caminhos. O parque é dividido em duas partes pelo leito do rio Bochotniczanka, que, represado com uma eclusa, deságua em um lago oval.
As árvores do parque, cuidadosamente selecionadas e mantidas por quase 190 anos, são o orgulho da estância termal de Nałęczów. Além das conhecidas espécies domésticas de coníferas e árvores de folha caduca, podem ser encontrados aqui espécimes da flora da Europa Ocidental e até da América (por exemplo, altos pinheiros de Weymouth). Em mais de 20 hectares crescem castanheiras, tílias, pinheiros e carvalhos, mas também tulipeiros americanos, catalpas e pterocaryas chinesas.
Os visitantes também podem aproveitar os encantos da estufa das palmeiras e saciar a sede com águas minerais. O Parque termal, localizado no centro da cidade, é um oásis de paz e sossego, onde os caminhantes podem alimentar cisnes e esquilos-vermelhos mansos.
Em 28 de abril de 2007, 16 placas de argila impregnadas com impressões de mãos foram embutidas em um dos becos do parque, incluindo Tomasz Kawiak, Tomasz Bachanek, Adam Faglio, Piotr Fąfrowicz, Ewa e Roman Fleszarow, Mieczysław Olszewski, Jan Kanty Pawluśkiewicz, Tadeusz Boruta e Andrzej Antoni Widelski, criando a Avenida dos Artistas.
Em 2022, foi assinado um contrato para a revitalização do parque. As alterações previstas incluem, entre outras: substituição da iluminação, restauro do mobiliário urbano, reparação de pontes, limpeza da ribeira e lagoa. O investimento deve ser concluído em 2024.

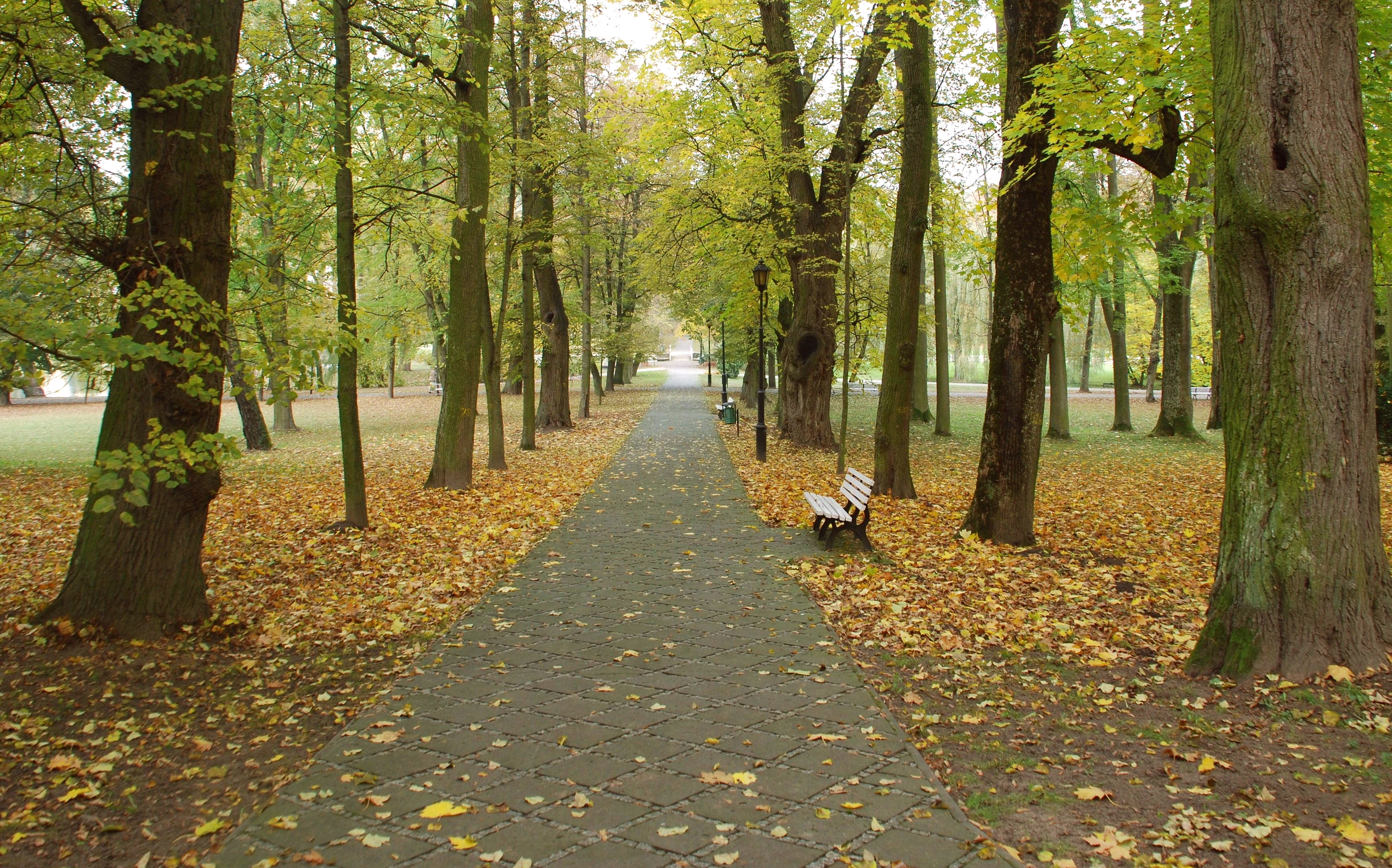
Parque termal
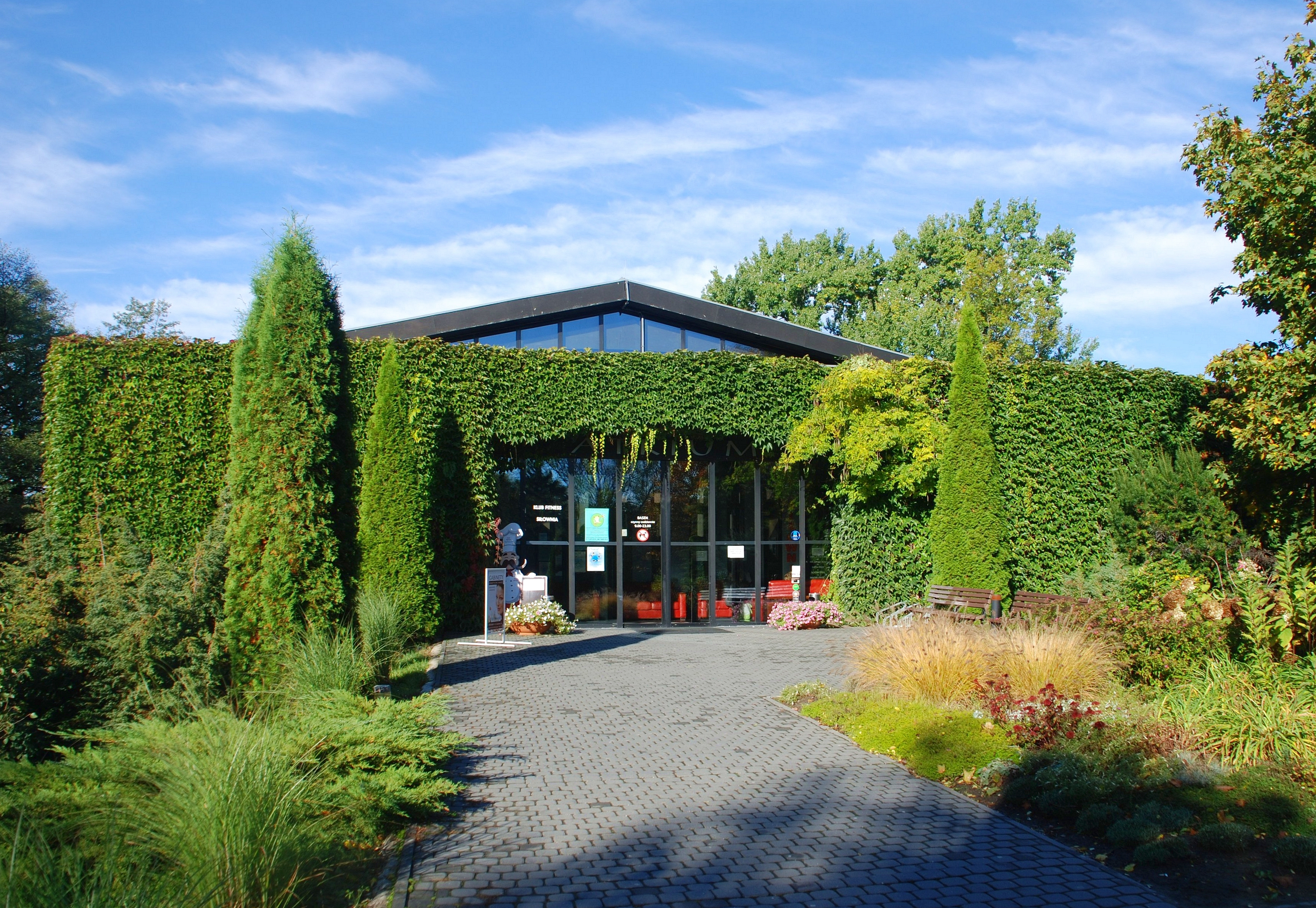
Parque termal: átrio, instalação termal com tratamentos de água
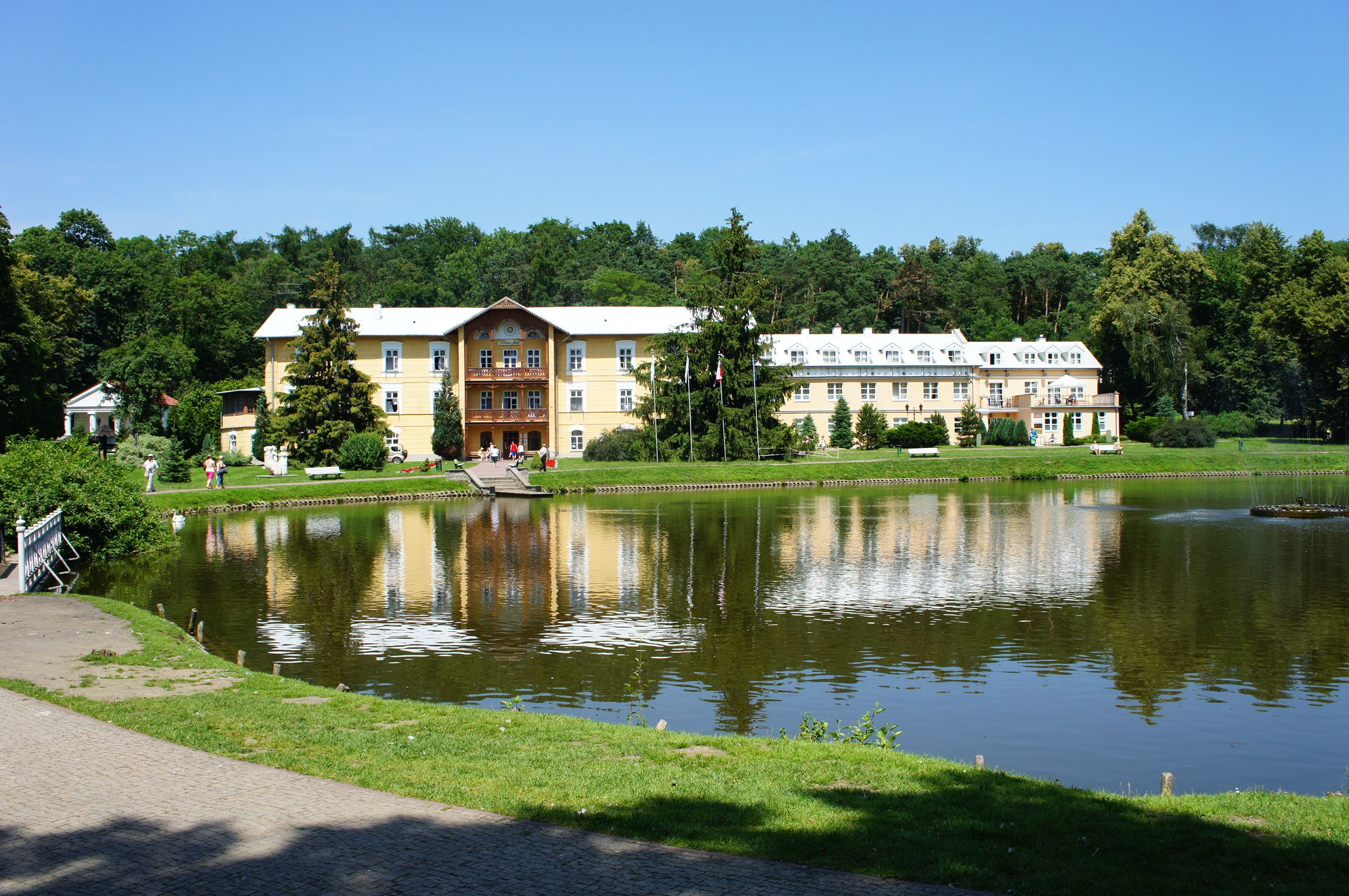
Parque termal: lagoa e sanatório “Príncipe José”

### Edifícios históricos e museus
Jan Witkiewicz Koszczyc, sobrinho de Stanisław Witkiewicz, o criador do estilo Zakopane na arquitetura, e primo de Stanisław Ignacy Witkiewicz − “Witkacy”, contribuiu muito para o desenvolvimento de Nałęczów. Witkiewicz veio para Nałęczów em 1905 para projetar e construir uma casa de campo − um estúdio para Stefan Żeromski. Aqui ele conheceu a enteada de Żeromski, filha de Oktawia Żeromska, Henryka, com quem se casou. Em 1918, Jan Witkiewicz Koszczyc fundou a Escola de Artesanato de Construção, que mudou para Kazimierz Dolny depois de um ano.
A escritora Ewa Szelburg-Zarembina, e o pintor, artista gráfico e ilustrador de livros de renome mundial, Michał Elwiro Andriolli, estão enterrados no cemitério local. Nas imediações do parque, existem várias mansões interessantes nos estilos suíço e Art nouveau, bem como objetos no estilo Zakopane, como a capela de São Carlos Borromeu e o Museu Żeromski. Gracjan Chmielewski (1840−17 de maio de 1930) viveu em Nałęczów, um insurgente de 1863, um Cavaleiro da Ordem Virtuti Militari, um botânico polonês.

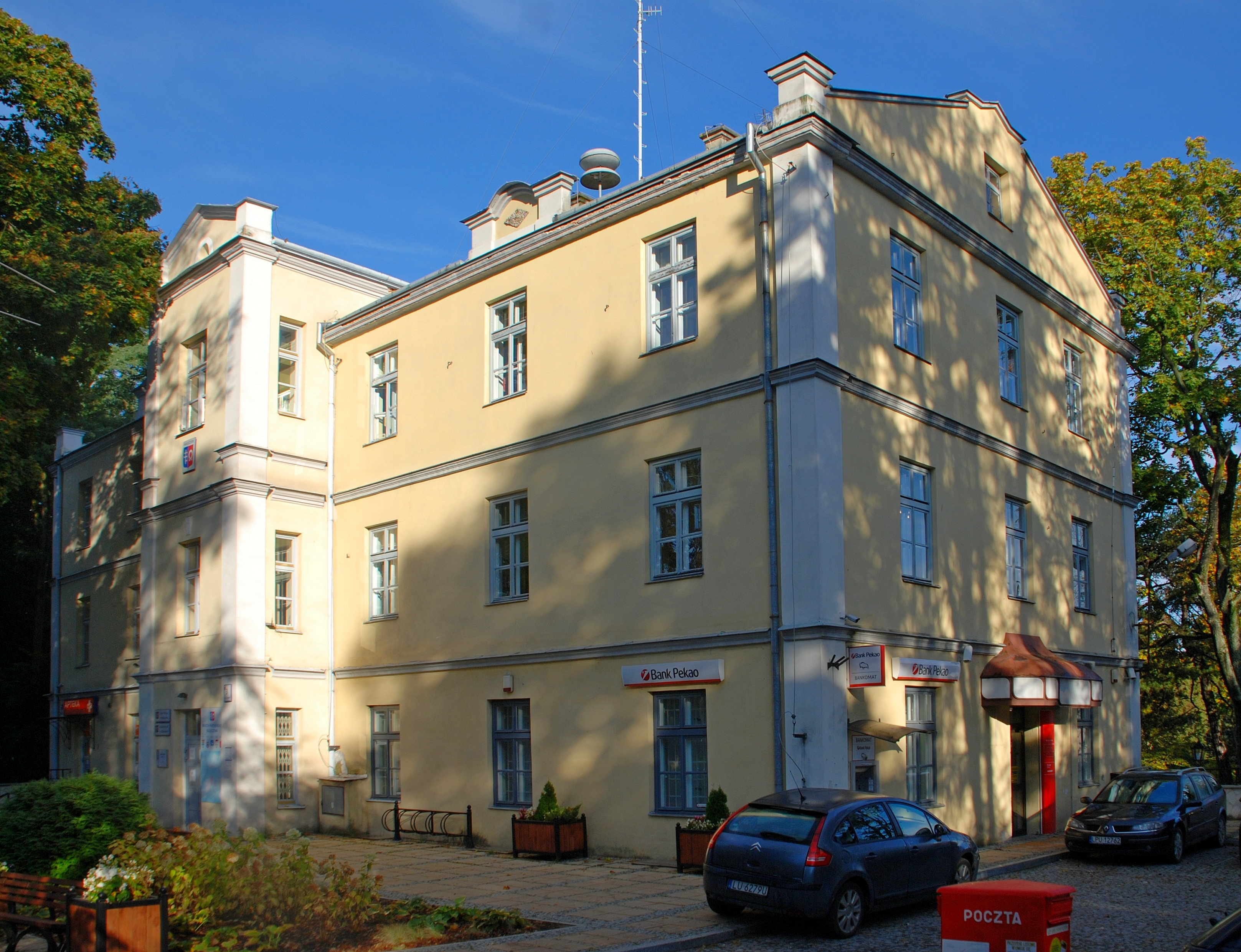
Prefeitura
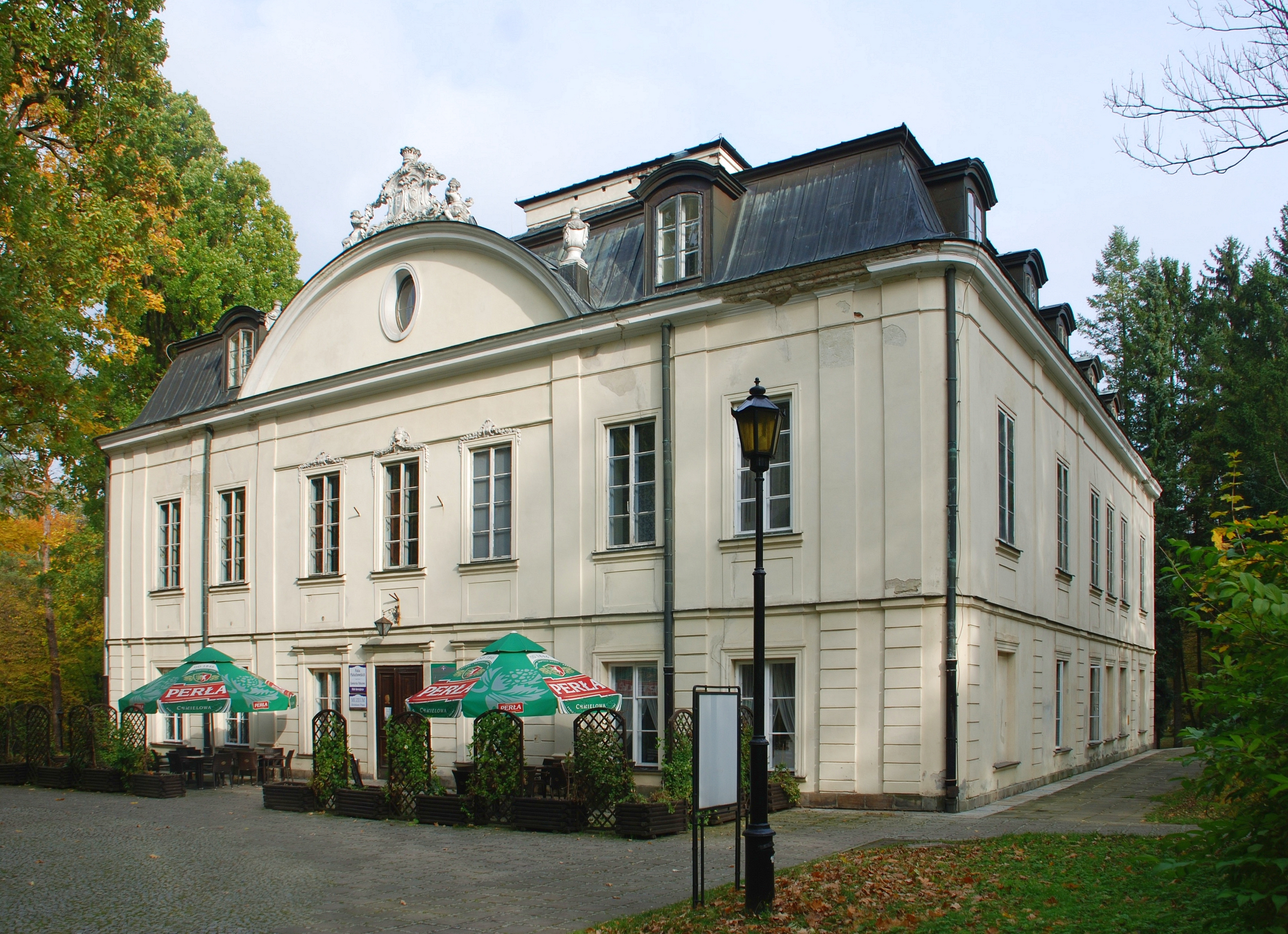
Palácio Malachowski
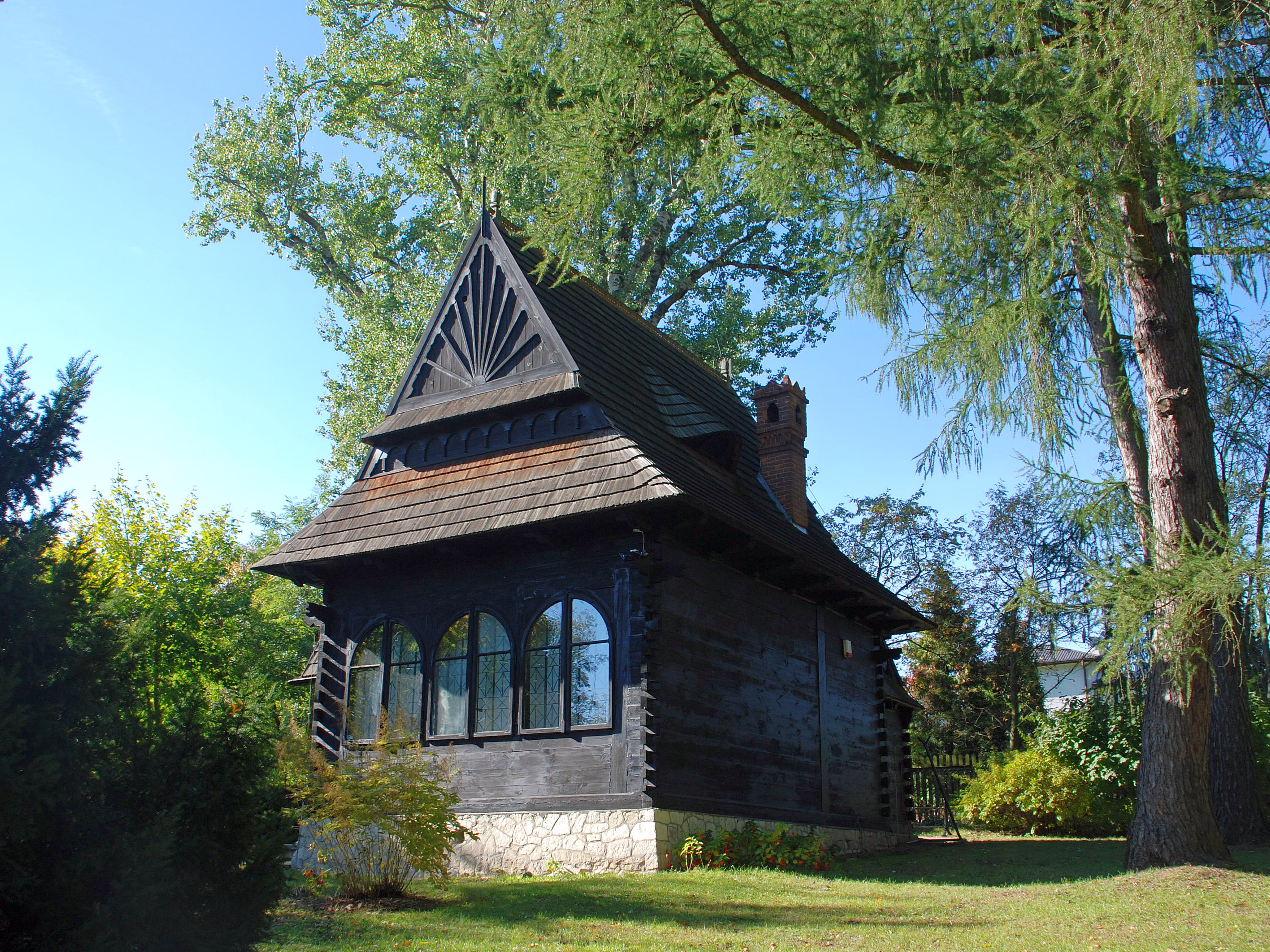
Casa de campo de Stefan Żeromski, antigo estúdio de verão, atualmente Museu Żeromski
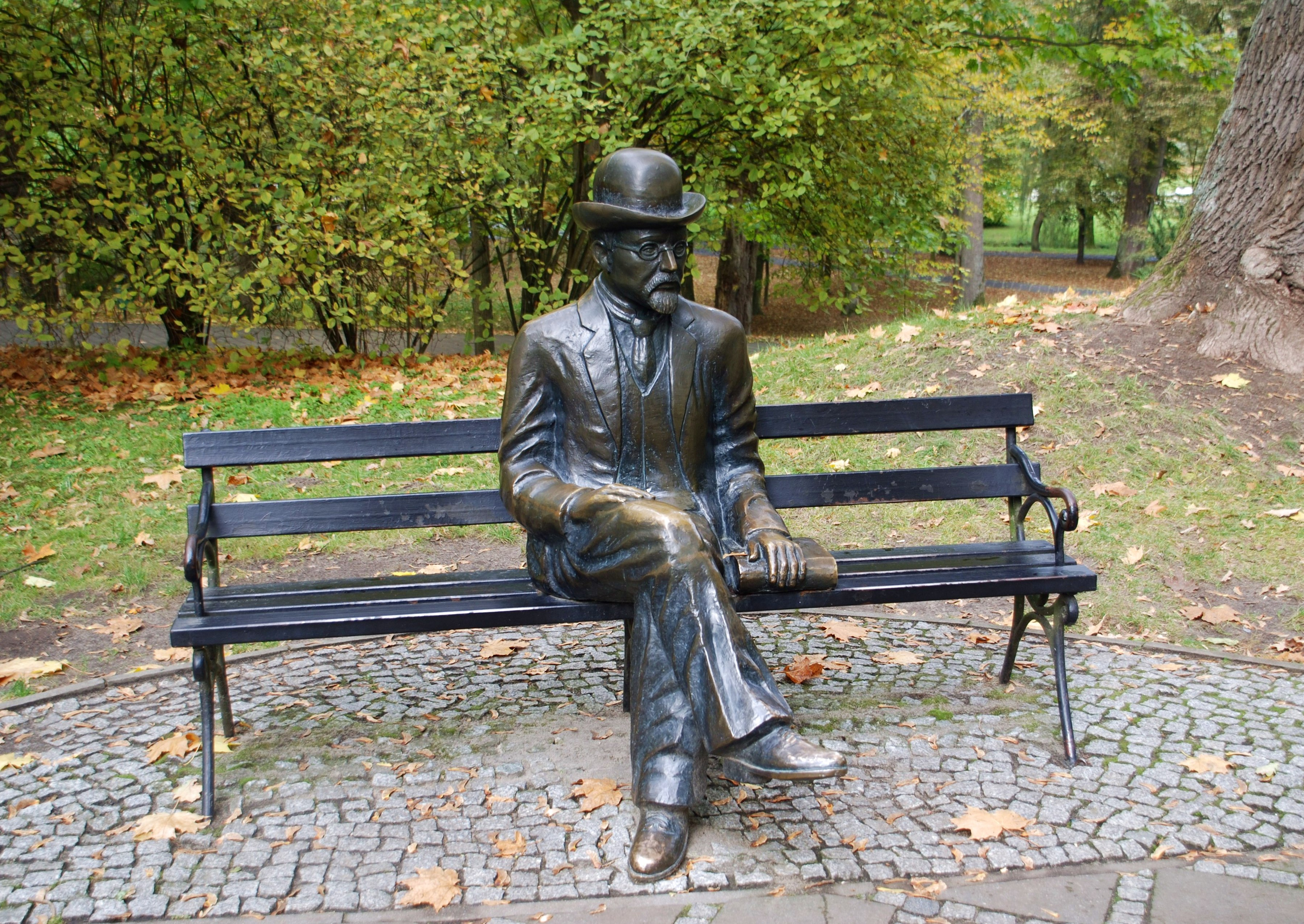
Banco da praça de Bolesław Prus

### Mansões históricas
Nałęczów também é conhecida por seus prédios de mansões. Alguns deles foram construídos no início da Instituição Médica e nos tempos em que Nałęczów foi visitada e divulgada por, entre outros: Zofia Nałkowska, Henryk Sienkiewicz, Stanisław Przybyszewski, Stanisław Witkiewicz, Stefan Żeromski, Bolesław Prus, Michał Elwiro Andriolli, Ewa Szelburg-Zarembina.
- Rua Armatnia Góra:
  - Borowianka – do início do século XX, estilo suíço. De madeira com sótão, varandas ricamente ornamentadas e telhado de duas águas.[35]
  - Oktawia – de 1880, estilo suíço. Varandas espaçosas, empena elegantemente esculpida, peitoris e balaustradas ornamentadas. Pertencia à esposa de Stefan Żeromski − Oktawia nascida Radziwiłłowicz.[36]
  - Podgórze – de 1882–1885, estilo suíço. Quatro seções de alturas variadas. Varandas ornamentadas e uma fundação alta, a parte mais alta da mansão terminava em uma lógia.[37]
  - Ukraina – de 1894, no estilo italiano. Até a eclosão da Segunda Guerra Mundial, abrigou uma pensão onde eram organizados bailes.[38]
- Rua Głębocznica
  - Brzozy – projetado por Jan Koszyc-Witkiewicz, erguida em 1908. Cercada por um parque. O primeiro proprietário da mansão foi Wacław Łypacewicz (1871–1951), um conhecido advogado e ativista social de Varsóvia, o primeiro presidente da Sociedade de Amigos de Nałęczów.[39]
- Avenida Lipowa:
  - Aurelia (antiga Julianówka) — de final do século XIX, estilo suíço, a fachada representativa apresenta uma varanda na parte inferior, com base em quatro colunas, decorada com um ornamento vegetal estilizado inscrito em círculos, agora após a reconstrução serve como um hotel.[40]
  - Aniela — por volta de 1925. Atualmente abriga o Centro Nacional de Apostolado do Movimento da Sobriedade. São Maximiliano Kolbe. Em frente à mansão − uma estátua de um santo.[41]
  - Doktorska — de 1914, desenhada por Stefan Stępkowski.[42]
  - Mazowsze (antiga Pod Jesionem) — do final do século XIX, estilo suíço. Partes térreas, sacada, alpendre e varandas ricamente ornamentadas.[43]
  - Nagórskich — do final do século XIX, projetado por Adam Nagórski e Michał Górski.[44]
  - Nagórze — do final do século XIX, várias varandas ricamente decoradas. Três partes: central de um andar e lateral de dois andares (todas com telhados de duas águas).[45]
  - Pod Kraszewskim — na primeira metade do século XX, abrigou uma maternidade.[46]
  - Pod Matką Boską — provavelmente construída em 1897-1900 por Edmund Raciborski. De tijolo no estilo italiano, é composta por vários blocos de diferentes alturas. Em 1958, a propriedade foi comprada por Ewelina Bartosiewicz, que aqui estabeleceu uma pensão e depois um café e restaurante (conhecido como “Ewelina”).[47] Entre outros, ali se hospedaram: Bolesław Prus e Tadeusz Staich (1975-1986),[48] comemorado com placas apropriadas.
  - Raj (antiga Babin) — da década de 1920. Sede da Escola Secundária Estadual de Técnicas Artísticas nos anos 1950-1966, e até 1987 − dormitório masculino desta escola.[49]
  - Tolin — mansão do Dr. Józef Talko de 1882. Uma casa de dois andares com porão, cercada por um jardim. Interessante remate da fachada e cornijas - cornijas de entrepisos e telhados.[50]
  - Ustronie (antiga Różana) — de 1893, estilo suíço. Duas partes − térrea, varanda com balaustrada estilizada.
  - Zofijówka — de 1890–1893. Possui duas torres com pináculos, uma térrea com sacada e outra térrea com varanda.[51]
- Rua 1 Maja:
  - Gioia — de 1927, projeto arquitetônico de Franciszek Papiewski e Bohdan Kelles-Krauze. Antes da Segunda Guerra Mundial, era propriedade de Jadwiga Beckowa, nascida Salkowska, esposa do ministro Józef Beck.[52]
- Rua Paderewskiego
  - Czekoladka — desde 1926, ao estilo Zakopane. Térrea, em embasamento alto, com telhado de duas águas, sótão, 3 varandas, alpendre embutido.[53]
- Rua Poniatowskiego:
  - Marianówka — da virada dos séculos XIX e XX, projetada por Edmund Judycki. Nos anos de 1950-1960, abrigou o internato do Colégio Estatal de Belas Artes.[21]

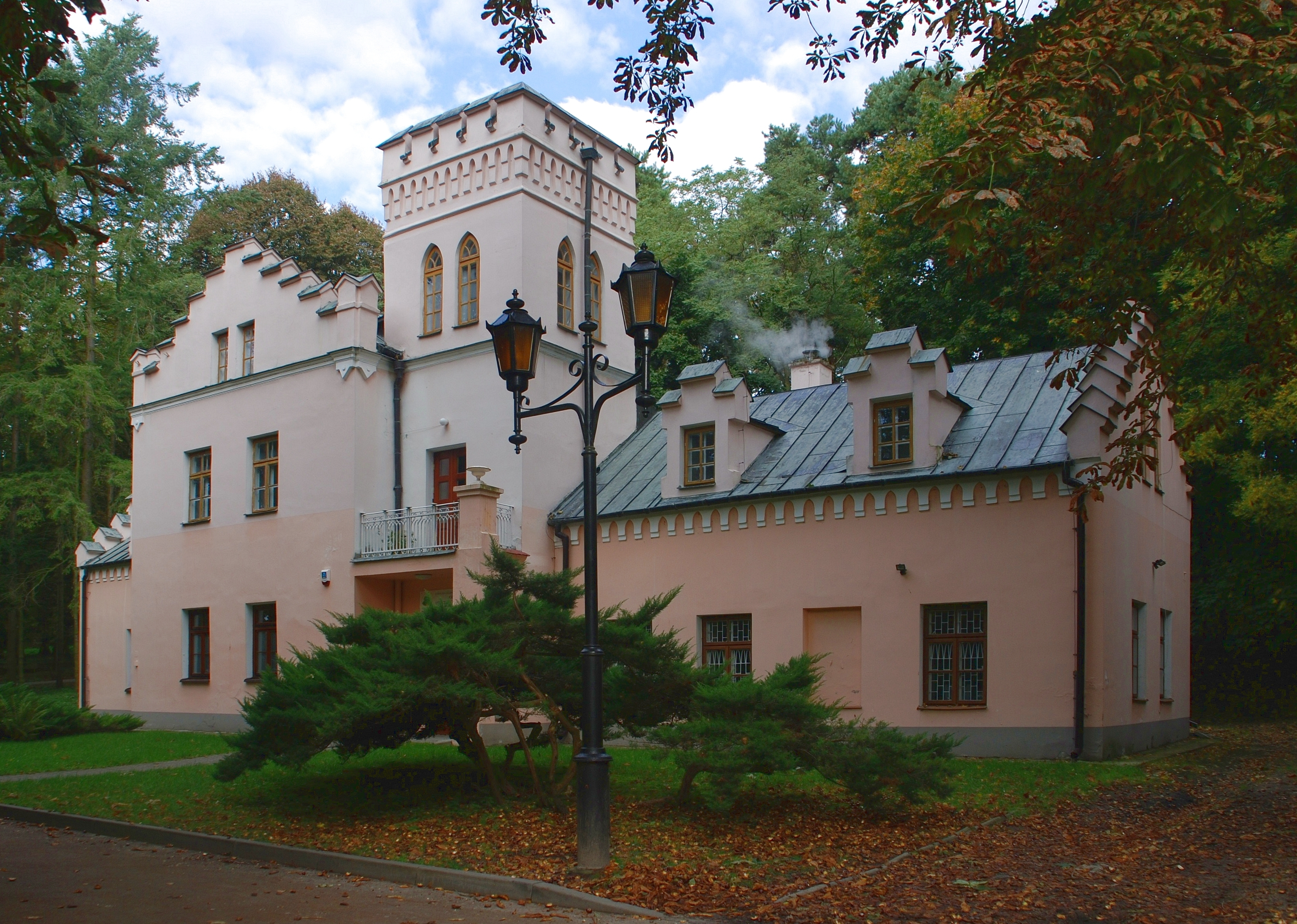
Chalé gótico (Mansão inglesa)
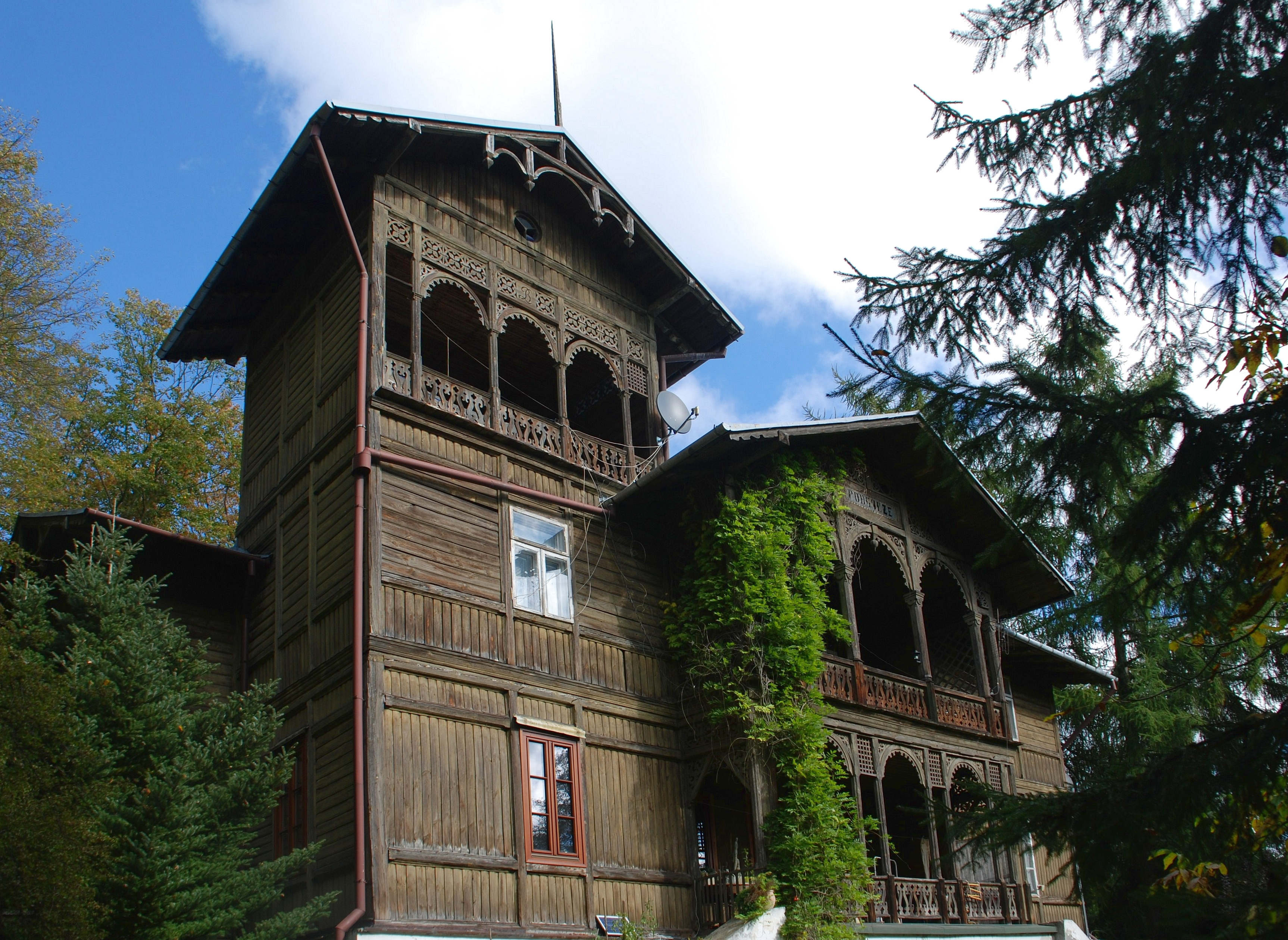
Mansão “Podgórze”
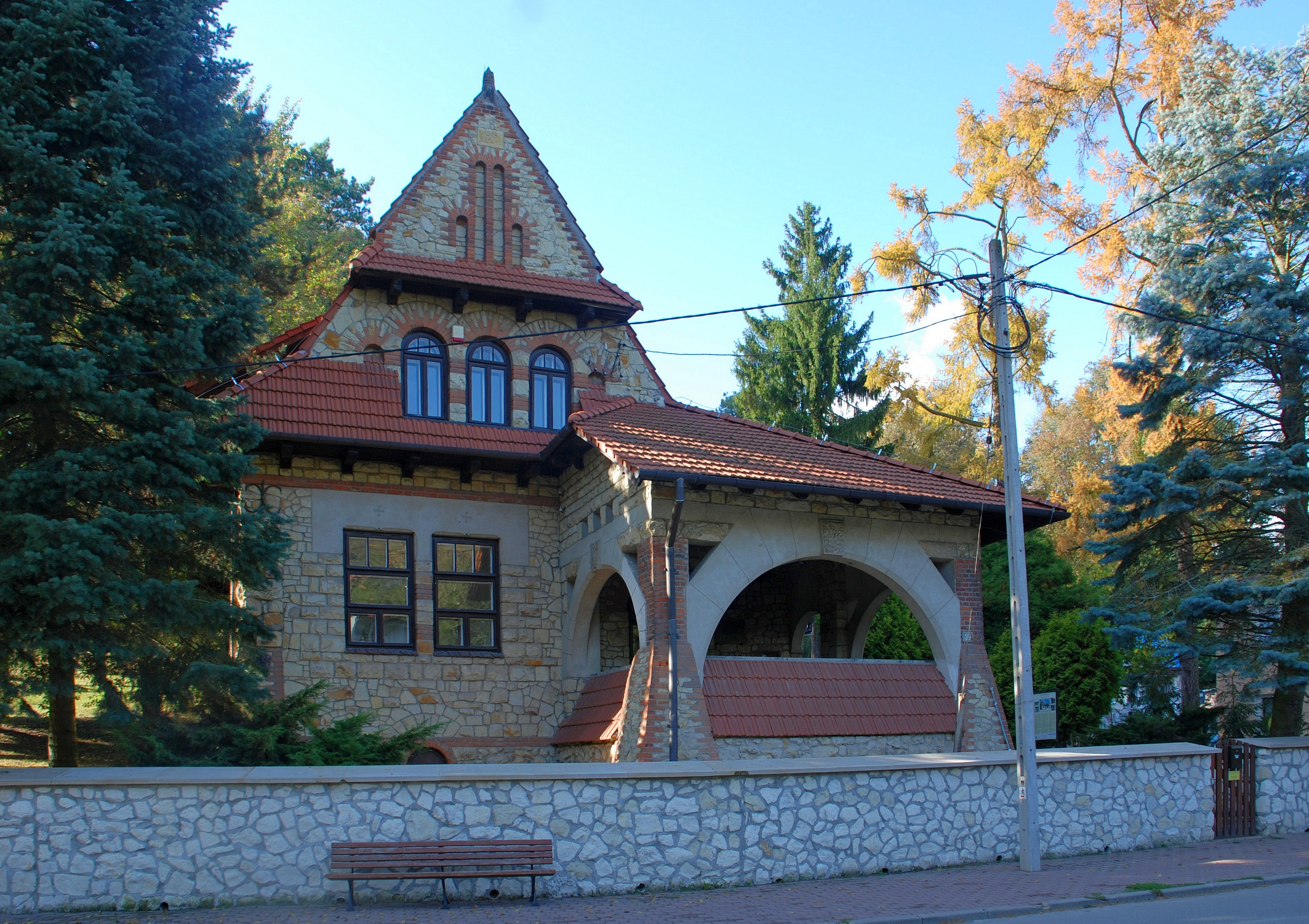
Mansão “Ochronka”, agora Museu Bolesław Prus
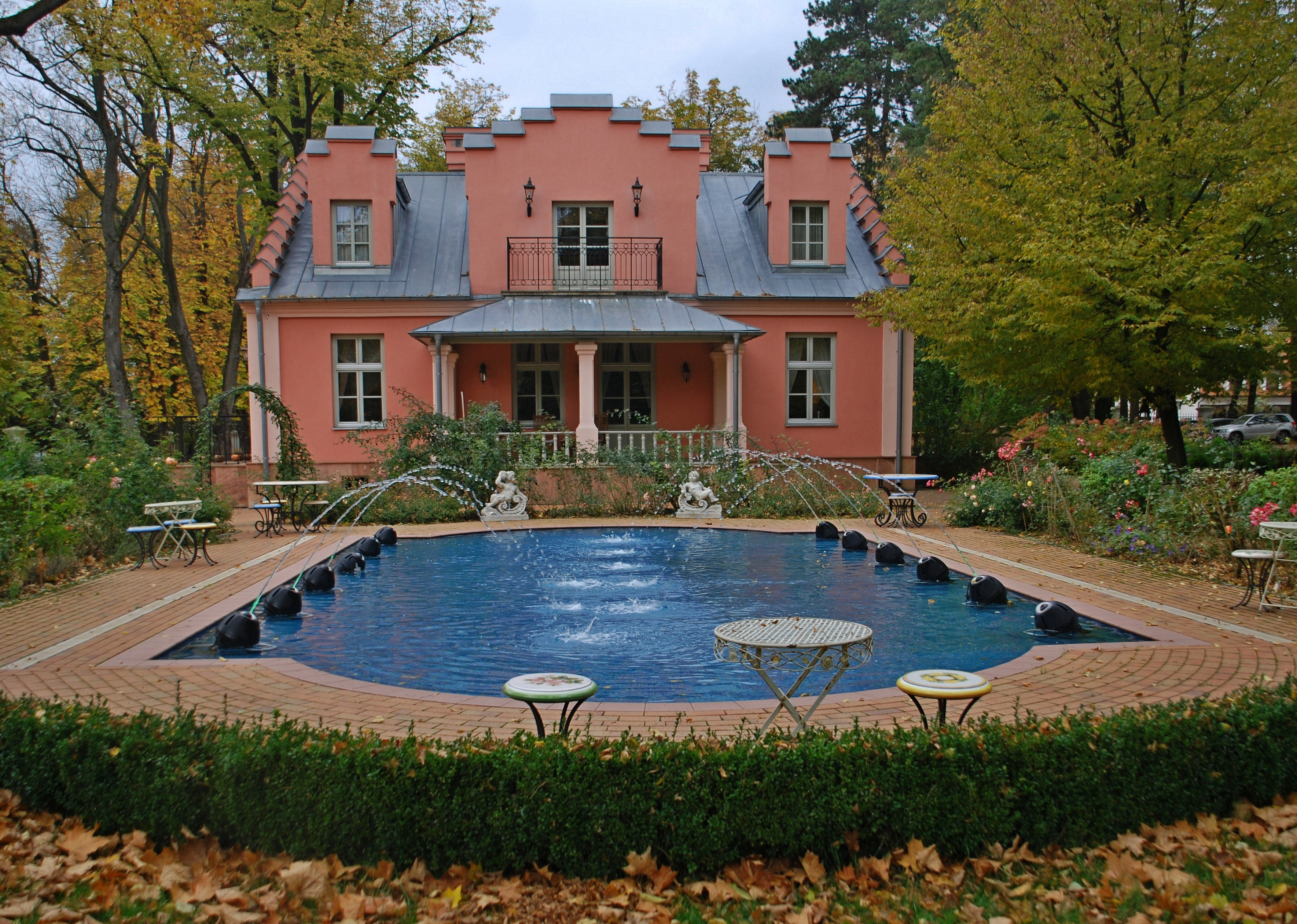
Mansão “Różana”
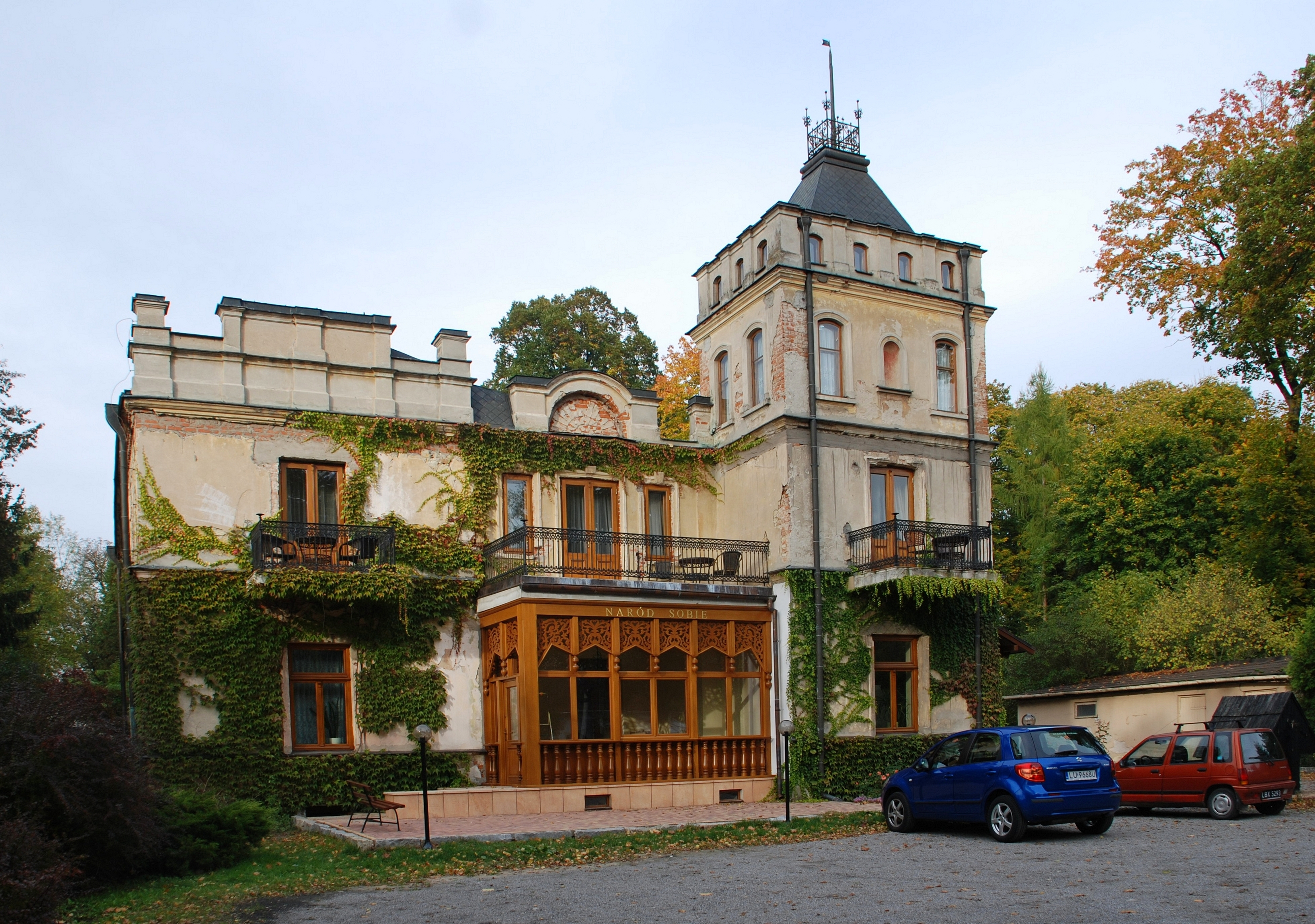
Mansão “Pod Matką Boską”

## Turismo

### Trilhas de caminhadas e turísticas, ciclovias
O guia para pacientes e médicos de 1897 lista muitos percursos de caminhada para viagens mais próximas e mais distantes para os pacientes:
- Estrada de cal (agora avenida Lipowa), Góra Poniatowskiego, Plantação florestal, Góra Krzyżo (Jabłuszko), Desfiladeiros − especialmente o Desfiladeiro de Łukoszyński
- Czesławice (45 minutos a pé do Parque termal), Cynków (40 minutos), Antopol (35 minutos)
- Wąwolnica, Wojciechów, Kazimierz (Dolny nad Wisłą), “Nowo-Aleksandrya”, Lublin.[54]

Por Nałęczów, há uma trilha turística marcada em vermelho com 60,8 km de extensão “Szlak Wyżynny Zachodni” (Trilha das Terras Altas Ocidentais). Conduz pelos vales de Czechówka, Bystra e Grodarz, bem como pelos planaltos, atravessando o planalto de Nałęczów de leste a oeste. Ao redor de Nałęczów há uma trilha de caminhada amarela com 10 km de extensão, levando, pelas aldeias de Charz e Cynków. A cidade também faz parte da rota de trilhas temáticas para automóveis: a Trilha dos Complexos de Palácios e Parques (extensão: 422 km; Lublin, Nałęczów, Kluczkowice, Opole Lubelskie, Puławy, Kozłówka, Lubartów, Kock, Radzyń Podlaski, Jabłoń, Sosnowica, Rejowiec, Wierzchowiska, Lublin) e a Trilha dos Museus Biográficos de Escritores Famosos (extensão: 276 km; Lublin, Nałęczów, Kazimierz Dolny, Wola Okrzejska, Romanów, Biała Podlaska).
Nałęczów também está localizada na trilha vermelha através do planalto de Nałęczów, com 64 quilômetros de extensão. É um dos trechos da ciclovia regional da região de Lublin, que está sendo construída em etapas. A trilha conduz tanto por áreas com relevo dinâmico de loesse, dominadas pelos vales de Ciemięga e Bystra, desfiladeiros e Głębocznice, quanto por planaltos sem florestas que são bons pontos de observação.
A Ferrovia de bitola estreita do Vístula, inscrita na lista de monumentos, também é uma atração. A rota desta ferrovia cobre 54 km de trilhos de aço de bitola estreita que passam pelas áreas do planalto de Lublin, pelos vales dos rios Chodelka e Bystra e Powiśle Lubelskie.

### Hospedagem
Nałęczów tem uma grande oferta de alojamentos em estâncias termais, alojamentos privados e pensões. Dados estatísticos detalhados são apresentados na tabela abaixo.
| Especificação                      | O ano todo | O ano todo | Pernoites | Pernoites             | Acomodação oferecida | Acomodação oferecida  | Taxa de ocupação |
| Especificação                      | Objetos    | Alojamento | Total     | Turistas estrangeiros | Total                | turistas estrangeiros | Taxa de ocupação |
| ---------------------------------- | ---------- | ---------- | --------- | --------------------- | -------------------- | --------------------- | ---------------- |
| Nałęczów                           | 7          | 666        | 22 565    | 1 202                 | 158 921              | 2 604                 | 69,3%            |
| Hotéis                             | –          | –          | 182       | 4                     | 232                  | 4                     | 18,3%            |
| Centros de treinamento e recreação | 2          | 148        | 8062      | 906                   | 13 030               | 1618                  | 26,2%            |
| Instalações das termas             | 4          | 499        | 13 984    | 292                   | 144 263              | 982                   | 84,1%            |
| Outros não classificados           | 1          | 19         | 337       | –                     | 1396                 | –                     | 20,1%            |

Um hotel de quatro estrelas com quase 300 quartos e suítes, cinema, pista de boliche, centro de conferências, estação termal e centro de reabilitação está planejado para ser inaugurado em 2023. Funcionará no edifício do sanatório inacabado do Ministério do Interior e Administração, erguido na década de 1980.
Além disso, os turistas podem optar por se hospedar em fazendas de agroturismo em Nałęczów e arredores. Eles costumam ter a oportunidade de: usar o jardim e gazebos, churrasqueira, refeições preparadas pela anfitriã. Muitas vezes, uma atração adicional é a ajuda no trabalho agrícola, por exemplo, alimentar animais, cuidar do jardim, colher frutas e legumes, fazer conservas.

## Divisão administrativa da cidade
Existem três conjuntos habitacionais nos limites da cidade − Dulębów, Na Wzgórzu e Staromiejskie − que são unidades auxiliares da comuna de Nałęczów.

## Imprensa local
- “Gazeta Nałęczowska”
- “Głos Nałęczowa” − publicado pela Sociedade de Amigos de Nałęczów

## Educação
Há uma escola primária Stefan Żeromski em Nałęczów. A educação no nível pós-primário pode ser continuada em três instituições: Escola secundária estatal de Belas Artes Józef Chełmoński, Escola secundária Stefan Żeromski e o Complexo Escolar Zygmunt Chmielewski (ensino médio geral, escola técnica de economia, escola vocacional pós-secundária − período integral e de meio período).

## Comunidades religiosas
- Igreja Católica de Rito Latino:
  - Igreja de São João Batista[65]
- Testemunhas de Jeová:
  - Congregação em Nałęczów (Salão do Reino, rua Strzelce 92)
- Associação de Estudantes da Bíblia Livre:
  - Congregação em Nałęczów

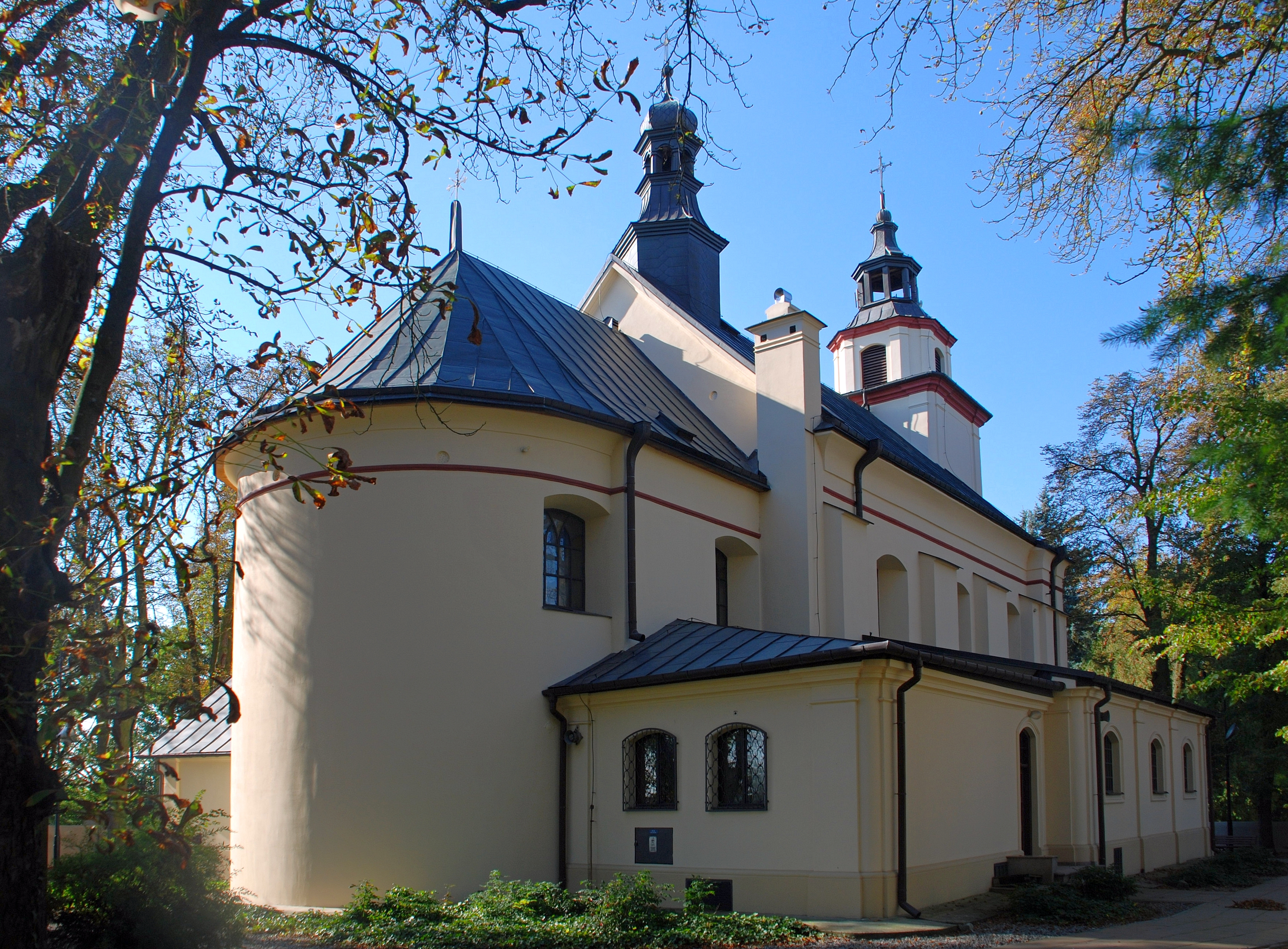
Igreja paroquial de São João Batista
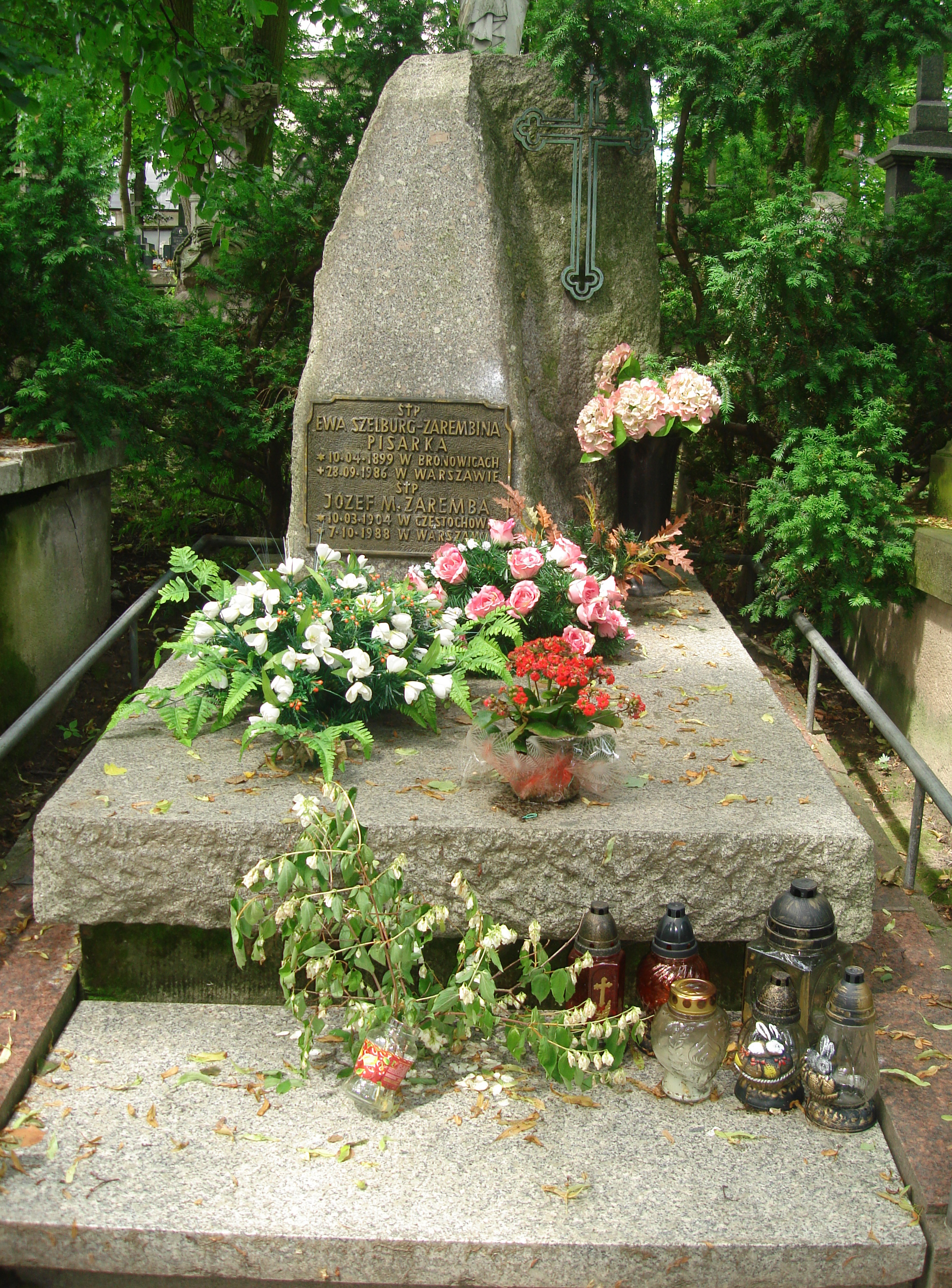
Cemitério paroquial: túmulo de Ewa Szelburg-Zarembina
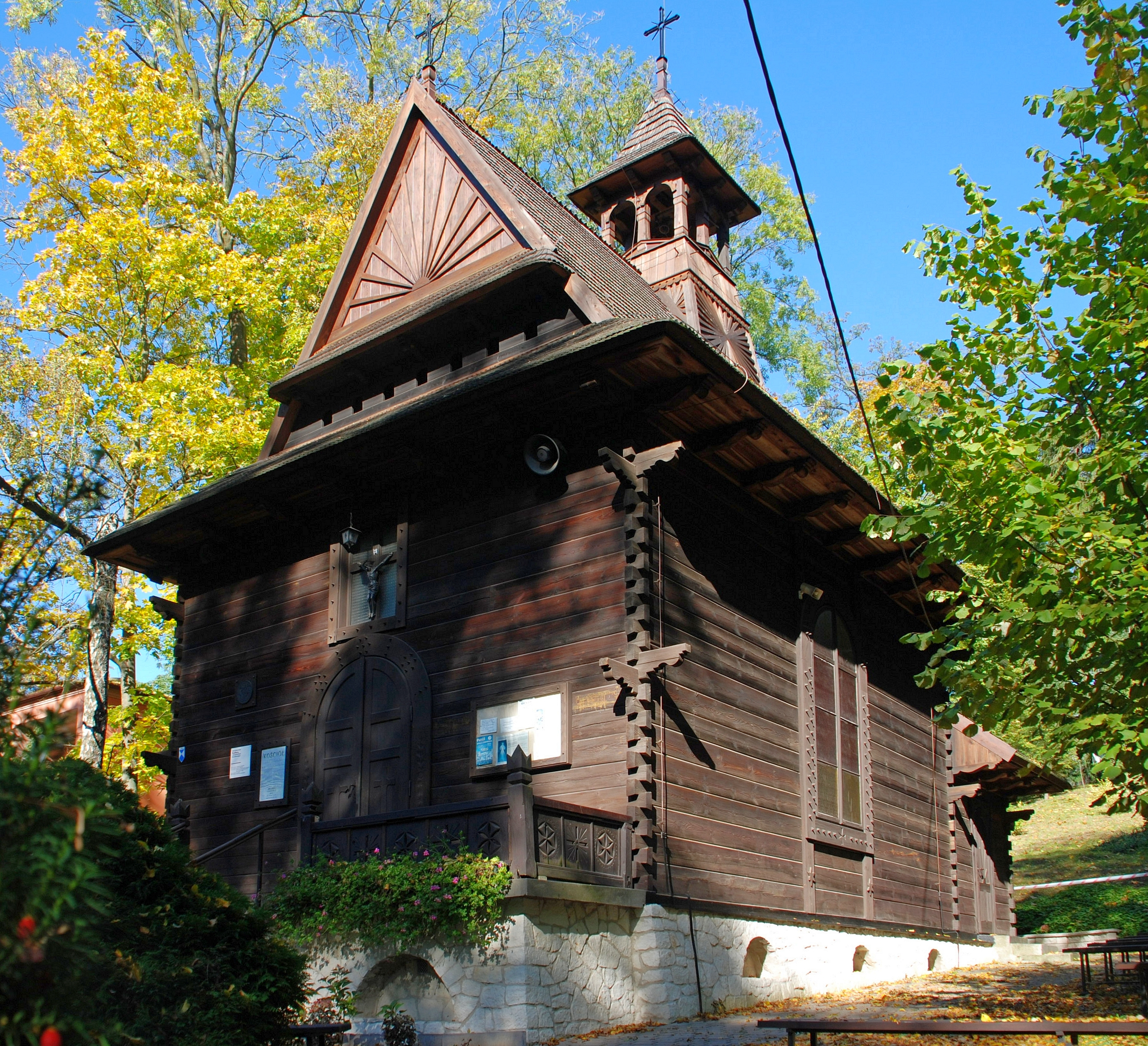
Capela de São Carlos Borromeu